# Walther Nernst

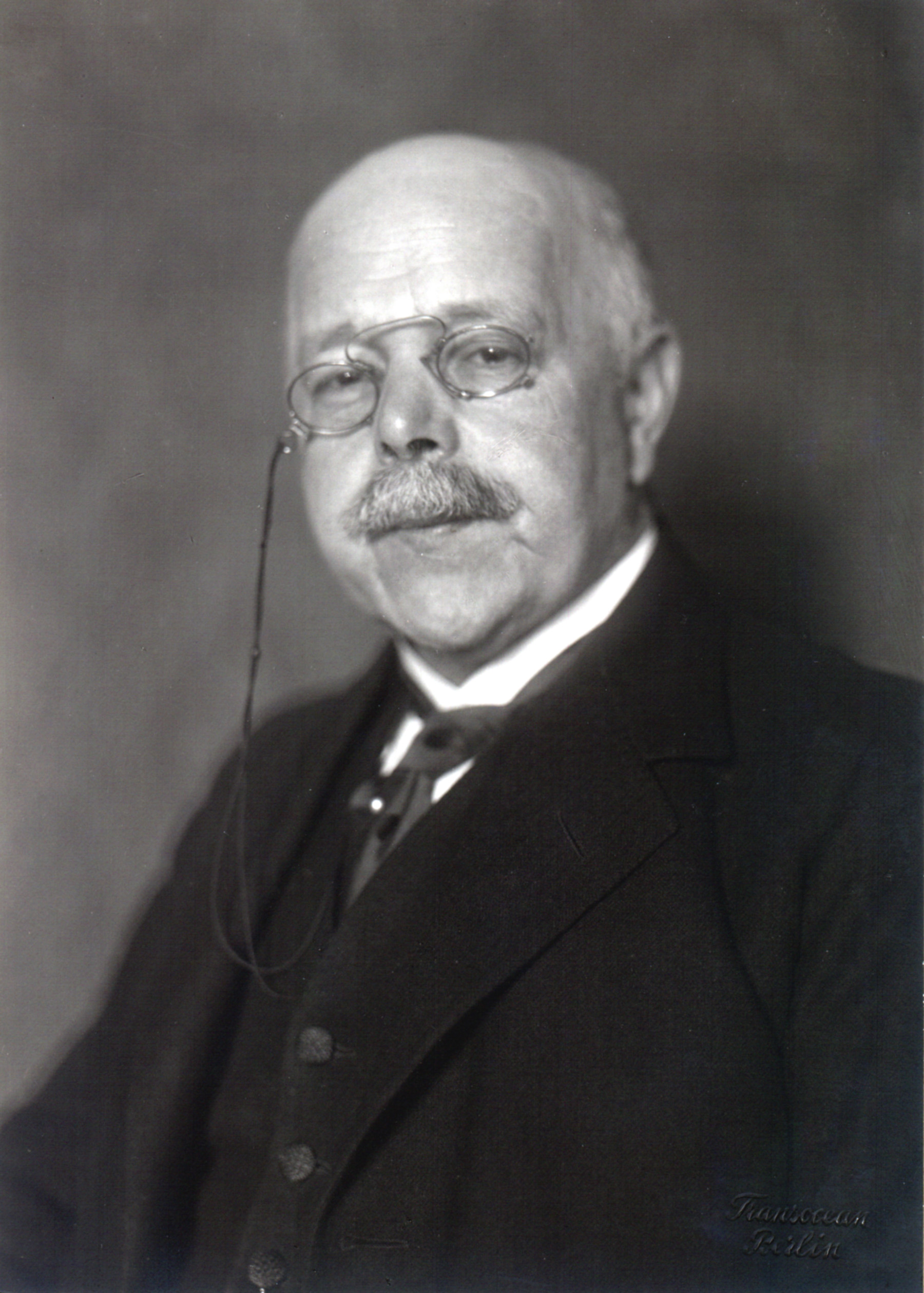
Walther Nernst (vor 1941)

Walther Hermann Nernst (* 25. Juni 1864 in Briesen in Westpreußen; † 18. November 1941 in Zibelle in der Oberlausitz) war ein deutscher Physiker und Chemiker, der zu den Begründern der physikalischen Chemie zählt. Nach Studien in Zürich, Berlin und Graz wurde er in Würzburg promoviert und in Leipzig habilitiert. Ab 1890 lehrte er in Göttingen. Ab 1905 wirkte er in Berlin: zuerst als Professor für physikalische Chemie, 1921/1922 als Rektor der Friedrich-Wilhelms-Universität, von 1922 bis 1924 als Präsident der Physikalisch-Technischen Reichsanstalt, anschließend bis 1933 als Professor für Experimentalphysik.
Nernst erzielte in der physikalischen Chemie und der Thermodynamik bahnbrechende Fortschritte und trat auch als Erfinder auf. Schon als Student in Graz entdeckte er 1886 zusammen mit Albert von Ettingshausen Effekte, die nach ihm benannt wurden. 1891 formulierte er das Nernstsche Verteilungsgesetz. 1897 erfand er die Nernstlampe; der Verkauf des Patents an die AEG machte ihn zu einem reichen Mann. 1905 fand er den dritten Hauptsatz der Thermodynamik, ein fundamentales Naturgesetz. Für seine Arbeiten in der Thermochemie erhielt er den Nobelpreis für Chemie des Jahres 1920.
Während des Ersten Weltkriegs arbeitete Nernst mit großem persönlichen Engagement für das Militär und hatte Zugang zu Kaiser Wilhelm II. Er war maßgeblich am Gaskrieg beteiligt, vor allem als Entwickler von Geschossen und Geschützen. Dabei arbeitete er eng mit den Chemikern Carl Duisberg und Fritz Haber zusammen. Nach dem Krieg tauchte sein Name auf diversen Kriegsverbrecher-Listen auf, er wurde aber letztlich nicht angeklagt. Nernst bekannte sich zur Weimarer Republik. Den Nationalsozialismus lehnte er ab. Aus Protest gegen antisemitische Maßnahmen der Nationalsozialisten ließ er sich 1933 in den Ruhestand versetzen.
Als Organisator, Funktionär und Ideengeber engagierte sich Nernst für verschiedene wissenschaftliche Institutionen. Von 1905 bis 1908 war er Vorsitzender der Bunsen-Gesellschaft. In dieser Zeit plante er zusammen mit Emil Fischer und Wilhelm Ostwald die Gründung einer Chemischen Reichsanstalt; in der Folge entstand in Kooperation mit der Kaiser-Wilhelm-Gesellschaft das Kaiser-Wilhelm-Institut für Chemie. Durch Nernsts Initiative wurden 1911 die Solvay-Konferenzen ins Leben gerufen. Gemeinsam mit Max Planck konnte er 1913 Albert Einstein überzeugen, von Zürich nach Berlin zu wechseln; Einstein wurde 1917 der Direktor des von Nernst mitbegründeten Kaiser-Wilhelm-Instituts für Physik.

## Leben

### Herkunft und Studium
Walther Nernst war väterlicherseits der Nachkomme einer ursprünglich aus Schweden eingewanderten Familie. Sein Urgroßvater Johann David Nernst (1756–1835) war Prediger in Prenzlau. Seine Eltern waren Gustav Nernst (1827–1888) und Ottilie Nernst geb. Nerger (1833–1876). Walther war das dritte von fünf Geschwistern. Sein Vater war Kreisrichter in Briesen, dann Landgerichtsrat in Graudenz an der Weichsel, etwa 25 Kilometer nordwestlich von Briesen gelegen.
Nernst besuchte das humanistische Gymnasium in Graudenz. Ein Bruder seiner Mutter hatte wenige Kilometer entfernt ein landwirtschaftliches Gut in Engelsburg gepachtet, ehemals eine Domäne des Deutschen Ordens. Walther und seine Geschwister besuchten dort an den Wochenenden oft ihren Onkel und seine fünf Töchter. Sie verbrachten hier auch gerne ihre Ferien. Walther bestand sein Abitur als Jahrgangsbester und hielt eine Abschlussrede in lateinischer Sprache.
Nach dem Abitur studierte Nernst Naturwissenschaften. Er begann sein Studium an der Eidgenössischen polytechnischen Schule in Zürich 1883 und 1884 bei Heinrich Friedrich Weber in Physik, bei Arnold Meyer in Mathematik und bei Viktor Merz in Chemie. Dann wechselte er an die Friedrich-Wilhelms-Universität zu Berlin zu Richard Börnstein (Physik), Georg Hettner (Mathematik) und Hans Heinrich Landolt (Chemie). Seine physikalischen Interessen konnte er anschließend bei Ludwig Boltzmann an der Karl-Franzens-Universität in Graz vertiefen.

### Promotion und Habilitation

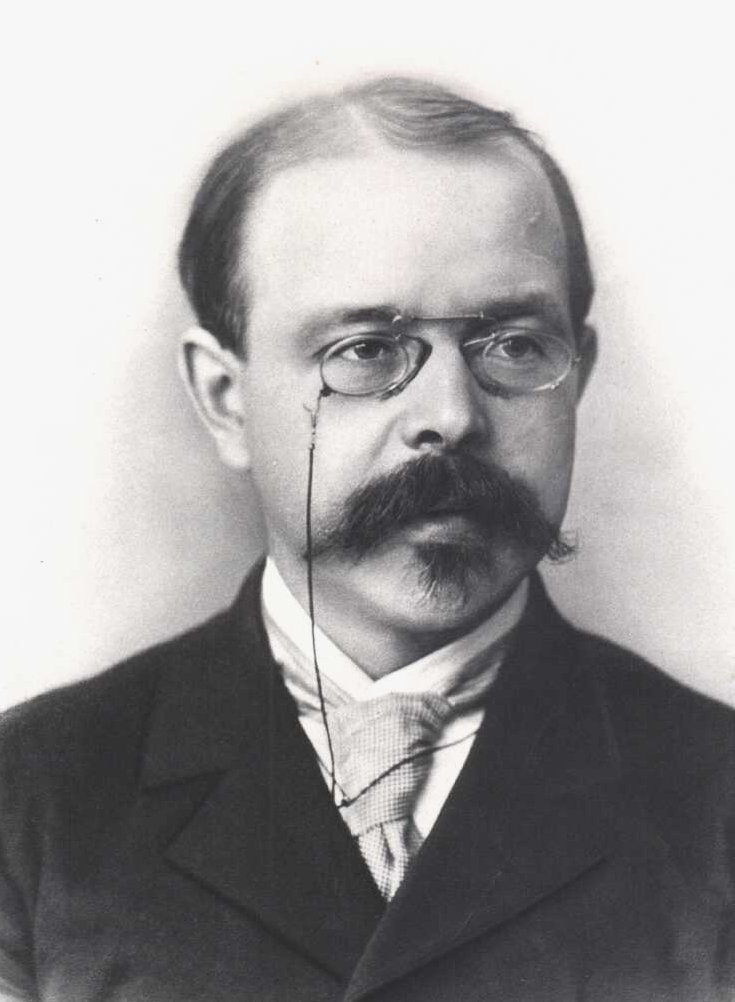
Nernst um 1889

Ende 1886 bot ihm Friedrich Kohlrausch eine Promotionsstelle in Würzburg an, denn die Technische Hochschule Graz erhielt erst 1902 das Promotionsrecht. Schon im Mai 1887 promovierte er in Würzburg mit der Arbeit „Über die elektromotorischen Kräfte, welche durch den Magnetismus in von einem Wärmestrome durchflossenen Metallplatten geweckt werden“.
Zusammen mit Svante Arrhenius kehrte er Mitte 1887 von Würzburg wieder nach Graz zurück. Wilhelm Ostwald kam zu einem Forschungsbesuch ebenfalls nach Graz, auch um sich mit seinem Freund Arrhenius wieder zu treffen. Er machte Nernst bei dieser Gelegenheit das Angebot einer Habilitation am Physikalisch-chemischen Institut in Leipzig. Am 23. Oktober 1889 schloss Nernst in Leipzig seine Habilitationsschrift über die elektromotorische Wirksamkeit der Ionen ab. Sie bestätigte die ursprünglich von Arrhenius aufgestellten und später von Ostwald weiterentwickelten Modellvorstellungen über Ionen.
Im Sommersemester 1889, noch vor der Habilitation, war Nernst Vorlesungsassistent des Chemikers Julius Wilhelm Brühl an der Universität Heidelberg. Dann kehrte er nach Leipzig zurück, wurde im Oktober habilitiert und hielt im Wintersemester 1889/90 die Vorlesung Über Anwendungen der Mathematik auf chemische Probleme.

### Weitere Stationen

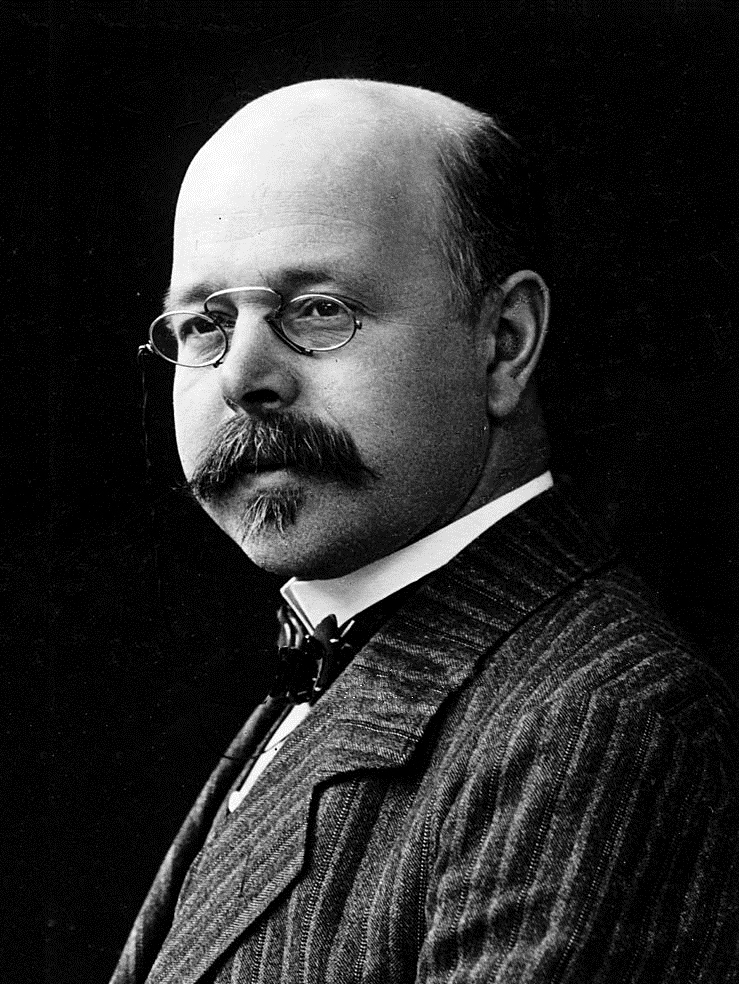
Nernst um 1910

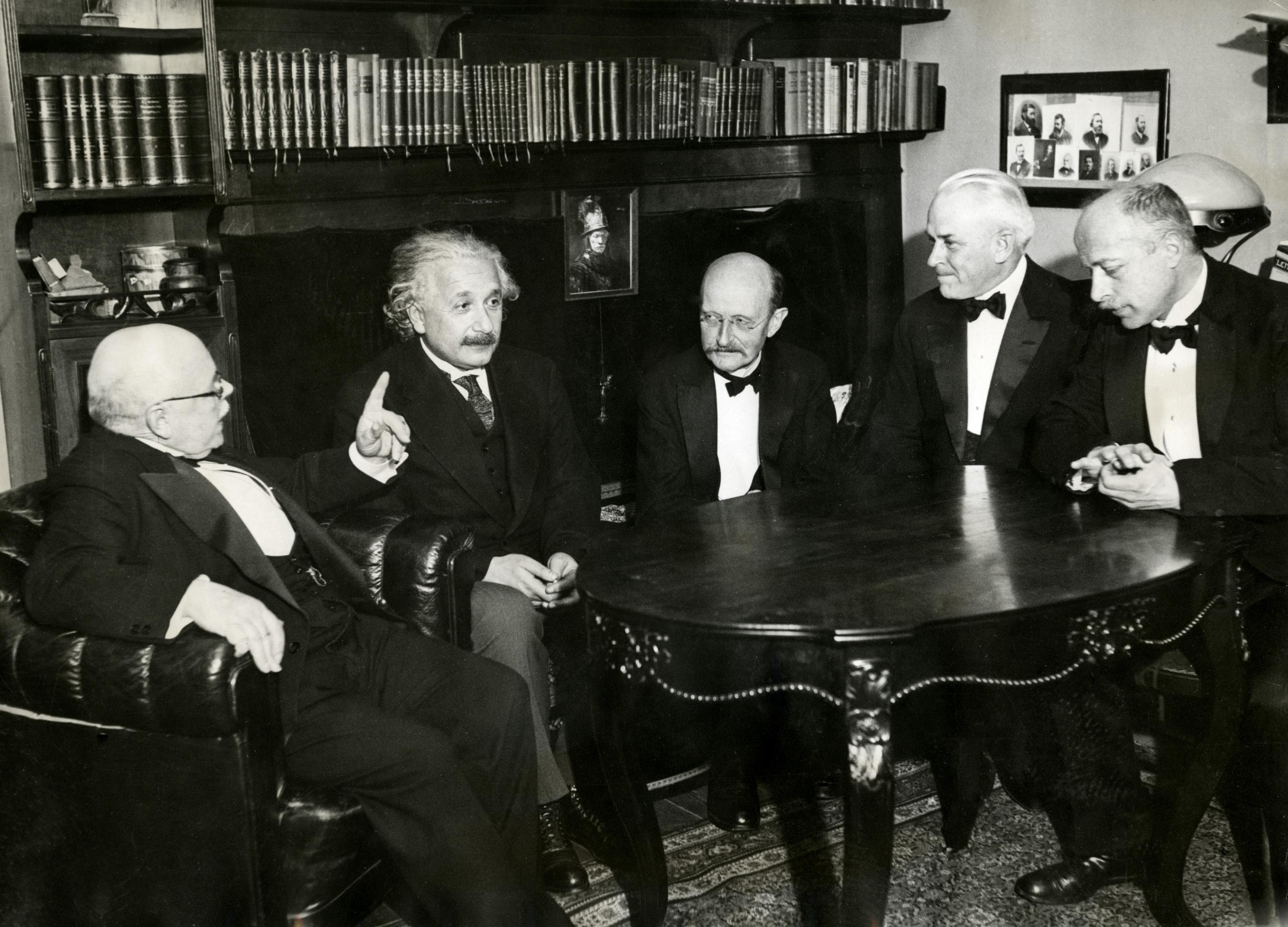
Nernst im Kollegenkreis 1931 in Berlin, von links: Nernst, Einstein, Planck, Millikan, von Laue

Im Februar 1890 ging Nernst auf das Angebot ein, eine Assistentenstelle an der Universität Göttingen zu übernehmen. Für seine Bewerbung schrieb er einen Lebenslauf in lateinischer Sprache. Im März 1890 zog er nach Göttingen um. Nach einer Probevorlesung erhielt er die Lehrberechtigung für das Fach Physik. Er begann nun als Assistent und Privatdozent bei Eduard Riecke. 1891 wurde er zum außerplanmäßigen Professor ernannt. 1894 lehnte er das Angebot ab, in München Nachfolger von Ludwig Boltzmann zu werden. Stattdessen wurde er in Göttingen zum ordentlichen Professor ernannt mit der Auflage, künftig die physikalische Chemie zu vertreten; ein eigenes Institut wurde ihm zugesagt. Nernst war damit der zweite Inhaber eines Lehrstuhls für physikalische Chemie in Deutschland (der erste war Gustav Wiedemann 1871 in Leipzig).
Das Göttinger Institut für physikalische Chemie und Elektrochemie wurde anschließend gebaut und am 2. Juni 1896 eröffnet. Nernst hielt eine Festrede über die Ziele der physikalischen Chemie und legte eine Festschrift über das Institut vor. Es war das erste Institut an einer deutschen Universität speziell für physikalische Chemie (einschließlich Elektrochemie); das zweite war 1898 das Physikalisch-chemische Institut in Leipzig.
1905 wechselte Nernst als ordentlicher Professor für physikalische Chemie an die Berliner Universität. Im Sommer 1919 setzte er sich zunächst nach Schweden, dann in die Schweiz ab, um einer drohenden Strafverfolgung wegen seiner Tätigkeiten im Ersten Weltkrieg zu entgehen. Ende des Jahres kehrte er nach Berlin zurück. Im akademischen Jahr 1921/1922 war er Rektor der Universität. Von 1924 bis 1932 hatte er als Nachfolger von Heinrich Rubens den Lehrstuhl für Experimentalphysik inne.
1907 kaufte sich Nernst sein erstes Rittergut, das 1176 ha Gut Rietz samt Vorwerk Neuwietz bei Treuenbrietzen. 1918 erwarb er das Rittergut in Dargersdorf bei Templin mitsamt Brennerei, im nächsten Jahr verkaufte er es wieder. 1922 erwarb das Rittergut Ober-Zibelle bei Muskau. 1929 war er nicht mehr mit Gutsbesitz in Rietz ausgestattet.
1933 wurde Nernst emeritiert. Er zog sich aus dem akademischen Betrieb weitgehend zurück und lebte nun auf seinem Rittergut Ober-Zibelle. Er hielt aber weiter Verbindung nicht nur zu deutschen, sondern auch zu ausländischen Personen und Einrichtungen der Wissenschaft.

### Ehe und Kinder
1892 heiratete Nernst Emma Lohmeyer (1871–1949), die Tochter des Göttinger Medizinprofessors und Chirurgen Ferdinand Lohmeyer und der Minna Amalie Auguste Heyne-Hedersleben. Aus der Ehe gingen fünf Kinder hervor, die in Nernsts Göttinger Zeit geboren wurden: Rudolf († 1914), Hildegard (1894–1955), Gustav († 1917), Edith (1900–1980) und Angela. Beide Söhne starben im Ersten Weltkrieg, Rudolf 1914 in Belgien, Gustav 1917 in Frankreich.
Die Töchter Hildegard (genannt Hilde) und Angela heirateten in jüdische Familien ein. Unter dem Druck der nationalsozialistischen Diskriminierung emigrierten sie ins Ausland: Hilde nach London, Angela 1939 nach Brasilien. Als der Zweite Weltkrieg begann, konnte Nernst ihnen nicht mehr Post auf direktem Weg schicken. Sein Freund Wilhelm Palmær im neutralen Schweden erklärte sich bereit, als Adressat zu dienen und die Briefe an die Töchter weiterzuleiten.

### Tod
1939 erlitt Nernst einen Schlaganfall, sein Zustand verschlechterte sich zusehends. 1941 ließ er die in seinem Besitz befindlichen Unterlagen und Schriftwechsel verbrennen, vermutlich weil er fürchtete, nach seinem Tod könnten sie in die Hände des Regimes fallen und Dritte kompromittieren. Er hinterließ daher nur wenig Aufzeichnungen und private Korrespondenz. Anders etwa als bei Otto Hahn können seine privaten Gedanken und Entscheidungen fast nur aus Angaben von Dritten erschlossen werden.

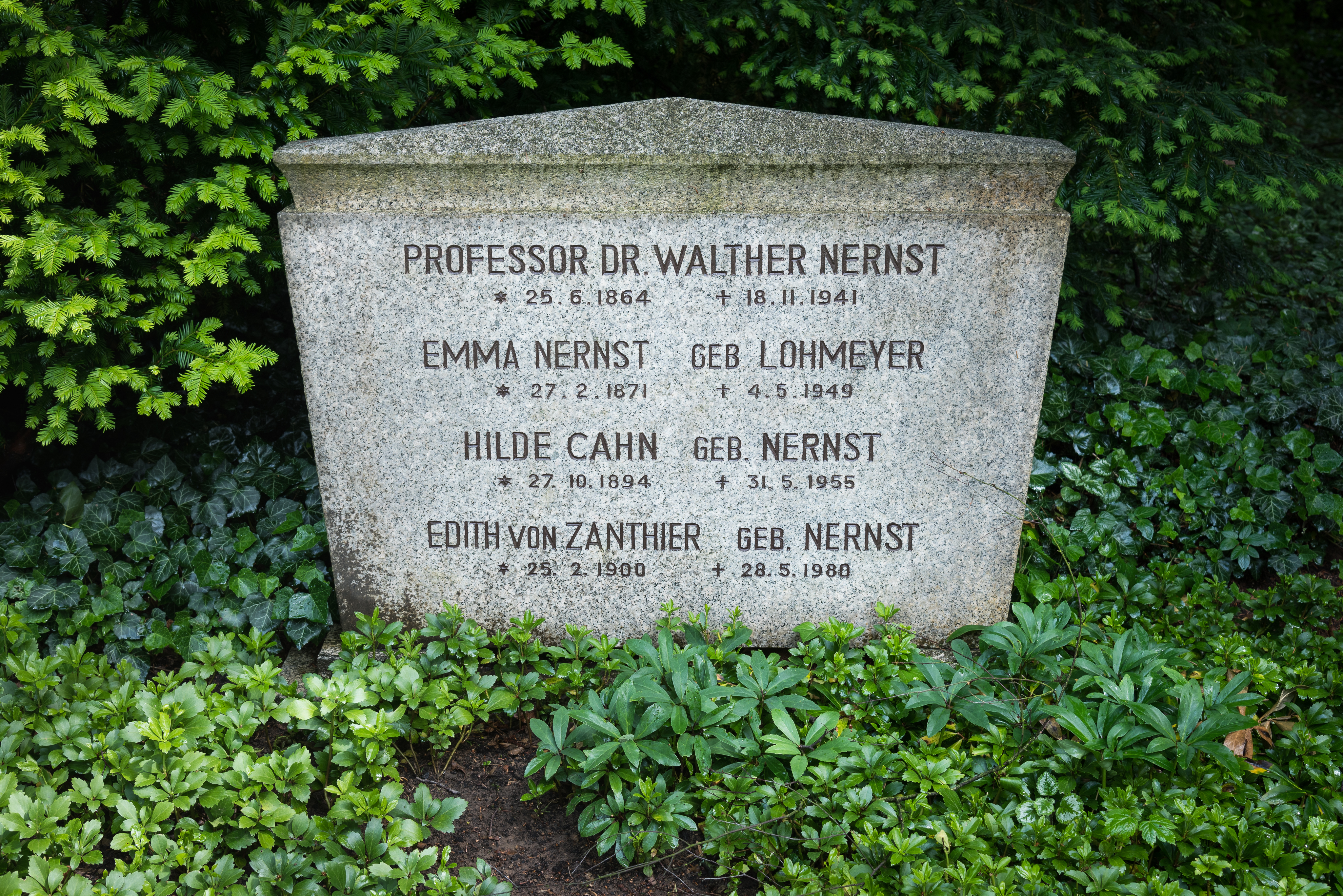
Grab von Walther Nernst mit Familienangehörigen auf dem Stadtfriedhof Göttingen

Nernst starb am 18. November 1941 auf seinem Rittergut. Laut den Aufzeichnungen seiner Frau waren seine letzten Worte, die er schon halb ohne Bewusstsein äußerte: Er sei schon im Himmel gewesen; es sei ganz schön da, aber er habe ihnen gesagt, dass es noch besser sein könnte. Nach der Einäscherung im Krematorium Berlin-Wilmersdorf blieb die Urne zunächst in Zibelle.
Nach dem Zweiten Weltkrieg zog Emma Nernst zu ihrer Tochter Hilde nach London. 1947 kam dort ihre Tochter Angela aus Brasilien zu Besuch. Emma Nernst starb 1949 und wurde in London bestattet. Einige Jahre danach zog Angela aus Brasilien zurück nach Europa.
1951 veranlassten Nernsts Töchter, dass die Urne des Vaters aus Zibelle und die Urne der Mutter aus London nach Göttingen überführt und auf dem Stadtfriedhof Göttingen in einem gemeinsamen Grab bestattet wurden. In dem heutigen Familiengrab ruhen auch die Töchter Hilde und Edith. In der Nachbarschaft befinden sich Gräber weiterer berühmter Naturwissenschaftler wie Max Planck und Max von Laue.

## Wissenschaftliche Leistungen

### Ettingshausen-Nernst-Effekt und Nernst-Effekt
Zusammen mit Albert von Ettingshausen entdeckte Nernst in Graz 1887 den Ettingshausen-Nernst-Effekt (bei der mathematischen Diskussion unterstützte sie Heinrich Streintz) und den Nernst-Effekt, wobei diese Bezeichnungen teilweise mit unterschiedlichem Bezug verwendet werden.

### Elektrochemie
Als Begründer der physikalischen Chemie gelten insbesondere Wilhelm Ostwald, Jacobus Henricus van ’t Hoff, Svante Arrhenius und Walther Nernst, der Jüngste in diesem Quartett. Ostwald ging in Leipzig voran. Nernst etablierte das Fachgebiet dann in Göttingen und später in Berlin.
Seine erste Arbeit bei Wilhelm Ostwald behandelt die Konzentrationsketten verschieden konzentrierter einheitlicher Elektrolytlösungen. Die Ionen der konzentrierten Lösung wandern durch Diffusion in die Lösung mit schwächerer Konzentration. Je nach Wanderungsgeschwindigkeit können Kationen oder Anionen bei der Diffusion vorauseilen. Aufgrund der notwendigen Elektroneutralität in der Lösung müssen jedoch entgegengesetzt geladene Ionen den Ladungsunterschied ausgleichen, so dass die entgegengesetzten Ionen mit den schnell wandernden Ionen mitwandern. An der Phasengrenze entsteht ein Diffusionspotential.
Aufbauend auf den Arbeiten von Svante Arrhenius und Jacobus Henricus van ’t Hoff beschrieb er 1889 in seiner Habilitation die Prozesse in galvanischen Zellen. Ähnlich dem Dampfdruck über einer Flüssigkeit oder dem osmotische Druck zwischen verschieden konzentrierten Lösungen herrscht bei galvanischen Zellen ein elektrischer Lösungsdruck, welcher der Elektrolytkonzentration proportional ist. Beispielsweise setzt bei einem Daniell-Element die unedle Elektrode, ein Zinkstab, positive Zinkionen frei, wodurch sich diese Elektrode negativ auflädt. An der edleren Elektrode, dem Kupferstab, ist der Lösungsdruck sehr klein, insgesamt werden sich daher positive Kupferionen zu Kupfer abscheiden und die Elektrode positiv aufladen. Werden beide Elektroden des Daniell-Elements metallisch verbunden, folgt ein Ladungsausgleich, es fließt also ein Strom. Nernst hat diesen elektrochemischen Prozess durch eine Differentialgleichung beschrieben. Die Lösung der Differentialgleichung ist als Nernst-Gleichung bekannt. Sie gilt nicht nur für galvanische Zellen, sondern für alle Redoxreaktionen in der Chemie, und stellt auch eine Verbindung der Elektrochemie zur Thermodynamik her.
Im Jahr 1892 untersuchte Nernst die Potentialspannungen an Phasengrenzflächen, z. B. an der Grenze zwischen Silber und Silberchlorid. Bei der Dissoziation von Salzen und Säuren in verschiedenen Lösungsmitteln erkannte Nernst zusammen mit Paul Walden eine Abhängigkeit von der Dielektrizitätskonstanten des Lösungsmittels.
Nernst schlug vor, auf das Auffinden des absoluten Normalpotentials bei der elektromotorischen Kraft zu verzichten und stattdessen alle Potentialwerte auf die mit Wasserstoff umspülte Platinelektrode in 1-normaler Säure zu beziehen. Der Vorschlag fand Zustimmung: Normalpotentiale werden seitdem auf diese Elektrode bezogen.
1904 befasste sich Nernst mit der Berechnung der Diffusionsschicht bei einer Elektrolyse. Die von einem Konzentrationsgefälle gekennzeichnete Schicht vor der Elektrode (genauer: vor der Helmholtzschicht) trägt den Namen Nernstsche Diffusionsschicht.

### Andere Gebiete der physikalischen Chemie
1891 entwickelte Nernst das Nernstsche Verteilungsgesetz. Es klärt Fragen zur Verteilung eines Stoffes zwischen zwei Flüssigkeiten und ist für die Chromatographie und Extraktion von Bedeutung.
Nernst erforschte auch Reaktionsgeschwindigkeiten, heterogene Gasgleichgewichte und flüssige Kristalle.:32 1918 erkannte er Licht als ausreichende Energiequelle zur Induktion der Chlorknallgas-Reaktion und leitete einen dafür maßgeblichen Mechanismus ab.:30 Damit leistete er einen wertvollen Beitrag für die Quantenmechanik von Max Planck.
1893 schrieb er sein Lehrbuch der Theoretischen Chemie, 1895 in Zusammenarbeit mit Arthur Schoenflies eine Einführung in die mathematische Behandlung der Naturwissenschaften.

### Reizschwellengesetz
1899 formulierte Nernst einen Satz zur Stärke von elektrischen Reizen und betrat damit das Feld der Physiologie. Das nach ihm benannte Reizschwellengesetz besagt, dass „die Stromintensität, die gerade noch einen Reiz ausübt, mit der Quadratwurzel aus der Schwingungszahl direkt proportional ansteigen“ müsse. Es war auf kurz dauernde Wechselstromreize bezogen. Im Jahr 1908 versuchte Nernst, auch kurze Gleichstromstöße und länger dauernde elektrische Reize einzubeziehen. Sein Reizschwellengesetz konnte die komplizierten biochemischen Verhältnisse nur teilweise erfassen und setzte sich deshalb nicht durch.

### Dritter Hauptsatz der Thermodynamik
1905 formulierte er in einer seiner ersten Vorlesungen an der Friedrich-Wilhelms-Universität den dritten Hauptsatz der Thermodynamik (Nernstscher Wärmesatz, Nernst-Theorem). Offiziell stellte er sein Wärme-Theorem am 23. Dezember 1905 der Königlichen Akademie der Wissenschaften zu Göttingen vor. Um es experimentell zu bestätigen, musste Nernst die spezifische Wärme bei sehr tiefen Temperaturen messen können und zuerst das dafür nötige Verfahren entwickeln. In der weitergehenden Formulierung von Max Planck ist die Entropie am absoluten Nullpunkt null. Eine Konsequenz hieraus ist die Unerreichbarkeit des absoluten Nullpunktes der Temperatur.
Nernst erhielt den Nobelpreis für Chemie des Jahres 1920 „für seine Arbeiten in der Thermochemie“. Nobelpreiswürdig war dabei der dritte Hauptsatz der Thermodynamik. Dass Nernst 15 Jahre auf den Nobelpreis warten musste, lag an dem Schweden Svante Arrhenius, der 1903 den Nobelpreis für Chemie erhalten hatte und ab 1905 im Nobelpreis-Komitee für Physik das Sagen hatte, de facto auch im Nobelpreis-Komitee für Chemie. Er war ursprünglich mit Nernst befreundet, hatte sich aber im mittleren Lebensalter mit ihm heftig zerstritten und versuchte dann, den Nobelpreis für Nernst so lang wie möglich zu blockieren.

### Erfindungen

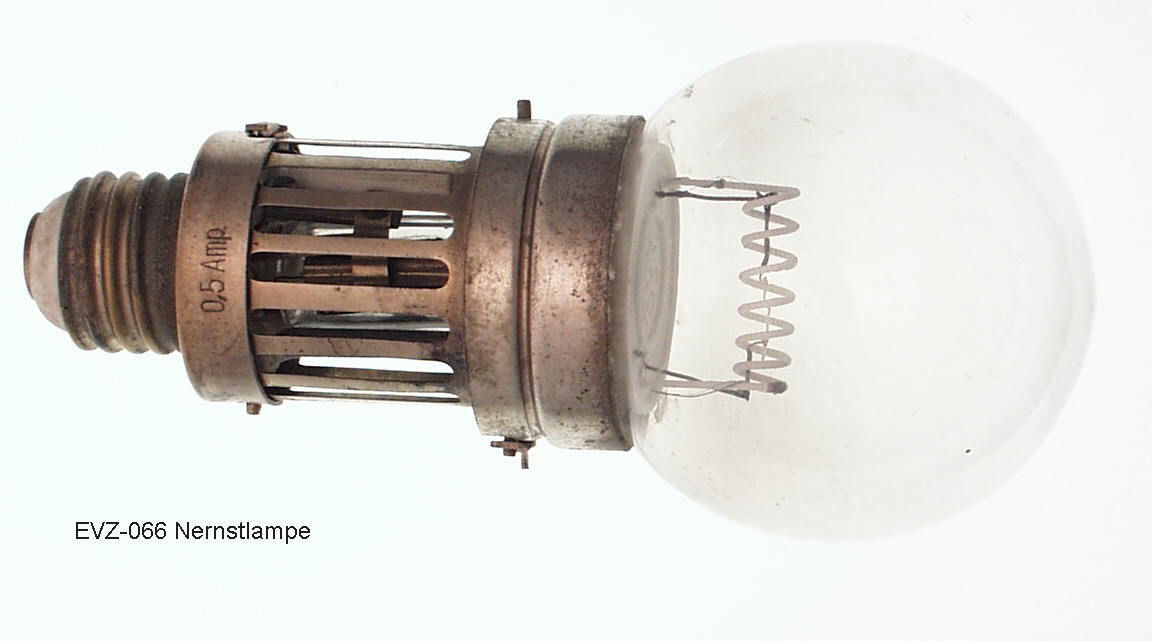
Nernstlampe im Technoseum

Nernst erfand 1894 in Göttingen eine für Wechselstrom modifizierte Wheatstone-Brücke als neues Verfahren zur Messung der Permittivität. Im selben Jahr entwickelte er ein neuartiges Potentiometer.
1897 erfand er die Nernstlampe. 1898 verkaufte er das Patent an die AEG und bekam dafür mehr als eine Million Mark (in heutiger Kaufkraft mehr als 8,3 Millionen Euro). Davon spendete er mit Erlaubnis des Kaisers 40.000 Mark für einen Anbau an seinem Göttinger Institut. Die AEG und auch Nernst selbst warben weltweit für die Lampe, so auf der Pariser Weltausstellung 1900 und in den USA auf Messen in Buffalo 1901 und St. Louis 1904. Die Lampe verkaufte sich bis zur Marktreife von Edisons Glühbirne recht gut. Die AEG stellte ab Mitte 1899 schätzungsweise zwei Millionen Nernstlampen her.
Nernst untersuchte mit praktischer Bedeutung für Automobile die Prozesse in Verbrennungsmotoren, wobei er als einer der ersten zur Leistungssteigerung die Lachgaseinspritzung anwandte.
Anfang der 1930er Jahre war Nernst an der Entwicklung des ersten elektronischen Pianos beteiligt, des Bechstein-Siemens-Nernst-Flügels (kurz Neo-Bechstein genannt).

## Erster Weltkrieg

### Freiwilliger beim Automobilkorps
Im Mai 1914 war Nernst noch in Südamerika auf Vortragsreise. Kaum von dort zurück, begann Anfang August 1914 der Erste Weltkrieg. Nernst teilte die Kriegsbegeisterung, die mit weiten Kreisen der Bevölkerung auch die Mehrheit der deutschen Professorenschaft erfasst hatte. Er war in Berlin einer der wenigen Besitzer eines Automobils. So stellte er sich sogleich dem Kaiserlich Freiwilligen Automobilkorps als Fahrer zur Verfügung, obwohl er Ungedienter und schon 50 Jahre alt war. Am 11. August 1914 wurde er Mitglied des Automobilkorps, am 24. August wurde er der 1. Armee unter Alexander von Kluck zugeordnet. Vor seinem Einsatz versuchte er noch, in eigener Regie korrektes militärisches Verhalten einzuüben:

„So marschierte er vor seinem Haus auf und ab und lernte unter [der] Überwachung [durch seine Frau], korrekt zu grüßen. Bei seinem Abschied vom Institut […] gab es noch eine kurze Aufregung. Alle Angestellten waren auf der Bunsenstraße herausgekommen, um Nernst zu verabschieden, als dieser plötzlich noch einmal aus dem Auto stieg und nach dem Materialverwalter rief. Er erklärte diesem, daß er eine größere Anzahl von Gummistöpseln mitzunehmen wünsche, damit er die Löcher ausstopfen könne, falls der Feind seinen Benzintank beschieße.“

Nernst nahm dann als „Benzinleutnant“ am Vormarsch der deutschen Truppen auf Paris teil. Im September 1914 erlebte er die Schlacht an der Marne und den anschließenden Rückzug der Truppen. Dann kehrte er nach Berlin zurück.

### Nernst-Duisberg-Kommission
Major Max Bauer, Artilleriefachmann und Leiter der Sektion II für schwere Artillerie, Minenwerfer, Festungen und Munition der Obersten Heeresleitung, ging im September 1914 der Möglichkeit nach, eine bei längerer Kriegsdauer zu befürchtende „Sprengstofflücke“ dadurch zu kompensieren, dass man ohnehin bei der Sprengstoffproduktion anfallende Vorprodukte als chemische Waffen einsetzte. So schlug er dem preußischen Kriegsminister Erich von Falkenhayn, der seit kurzem für die militärischen Operationen des deutschen Feldheers verantwortlich war, in der zweiten Septemberhälfte 1914 vor, chemische Waffen im Grabenkrieg zu prüfen. Dabei dachte Bauer an Geschosse, die „durch eingeschlossene feste, flüssige oder gasförmige Stoffe den Gegner schädigen oder kampfunfähig machen“ sollten. Bauers Vorschlag war auf deutscher Seite der erste Schritt auf dem Weg in den Gaskrieg.
Falkenhayn griff Bauers Anregung sofort auf. Er ließ Nernst aus seinem Einsatz als Fahrer an der Westfront nach Berlin ins Hauptquartier kommen und fragte ihn nach seiner Meinung; Nernst sagte sofort seine Mitarbeit zu. Nach einer anderen Darstellung war es Nernst, der nach dem Erlebnis des Scheiterns an der Marne von sich aus in Berlin Kontakt zum Militär aufnahm und fragte, ob er mit seinen Fachkenntnissen der deutschen Armee helfen könne. Dabei sei er auf Interesse gestoßen, woraus sich das Weitere ergeben habe.
Jedenfalls sprach General von Falkenhayn mit dem von der Westfront zurückgekehrten Nernst über eine „Steigerung der Geschoßwirksamkeit“ und beauftragte ihn sowie den Artilleriesachverständigen Major Theodor Michelis ohne nähere Details damit, geeignete chemische Verbindungen und Verfahren zu prüfen. Nernst und Michelis fuhren zusammen nach Köln, um von dort aus Kontakt zu Carl Duisberg aufzunehmen, dem Miteigentümer und Generaldirektor der Farbenfabriken Friedrich Bayer & Co in Leverkusen.:258 Am 20. Oktober konnte Falkenhayn dem preußischen Kriegsministerium ankündigen, dass sich das „Wirkungspotenzial“ der Artillerie „verbreitern“ werde.:261 Durch Anordnung der Obersten Heeresleitung vom 28. Oktober wurde Nernst der Artillerieprüfkommission in Berlin zugeordnet.
Die Oberste Heeresleitung stellte für die geplanten Tests den Schießplatz Wahn bereit. Die Tests wurden dann von der „Beobachtungs- und Prüfungs-Kommission für Sprengungs- und Schiess-Versuche“ durchgeführt, so die Bezeichnung in einem Arbeitspapier von Ende 1914. Laut diesem Papier gehörten Nernst, Duisberg, Major Michelis und Major Nagel der Gruppe an, wobei hauptsächlich Nernst und Duisberg zusammenarbeiteten. Laut Duisberg kam Major Bauer vom Großen Hauptquartier sehr oft vorbei, um sich über Stand der Versuche zu informieren.:258–259
Duisberg wurde der industrielle Partner von Wissenschaftlern wie Nernst und Fritz Haber bei der Entwicklung und Massenproduktion chemischer Kampfstoffe.

### Nicht tödlich wirkende Kampfstoffe
Bereits im Oktober 1914 wurde auf Grund von Versuchen der Kommission auf dem Schießplatz in Wahn bei Köln das „Ni-Geschoss“ entwickelt, das bei der Detonation eine Substanz mit dem Tarnnamen „Ni“ freisetzte. „Ni“ war eine pulverförmige Kombination von Dianisidin-Chlorhydrat und Dianisidinchlorsulfonat, die Augen und Atemwege reizte. Organisiert durch Carl Duisberg wurden in wenigen Tagen große Stückzahlen dieser Granaten hergestellt und unter der Aufsicht Nernsts schon am 27. Oktober 1914 an der Westfront bei Neuve-Chapelle gegen den Feind erstmals eingesetzt. Es kam aber zu keiner nennenswerten Beeinträchtigung des Gegners. Duisberg und Nernst setzten weiterhin auf Kampfstoffe, die durch Verschießen an den Feind gebracht werden. Duisberg bat im November 1914 bei externen Fachleuten um eine Auflistung „starker Reizstoffe“, welche die Geschoßdetonation überstehen würden und leicht zu erzeugen seien. Er erhielt prompt zahlreiche Vorschläge.:286
Wiederum wirkungslos blieben beim Fronteinsatz im Januar 1915 Granaten, die den flüssigen Augenreizstoff Xylylbromid enthielten und, da sie auf Forschungen des Chemikers Hans Tappen beruhten, „T-Granaten“ genannt wurden, sowie später Geschosse mit anderen Reizstoffen. Das Verschießen von Reizstoff-Granaten wurde auf Betreiben Nernsts bald ergänzt und abgelöst durch das Verschießen großer mit Reizstoffen gefüllter Trommeln oder Kanister. Er entwickelte hierfür geeignete pneumatisch angetriebene Minenwerfer und überzeugte sich beim ersten Fronteinsatz dieser Waffe am 30. Juli und 1. August 1915 von der Wirkung, indem er gefangene Gegner untersuchte.

### Tödlich wirkende Kampfstoffe

#### Legalität
Die Haager Landkriegsordnung verbot chemische Kampfstoffe weitgehend und war von den Kriegsteilnehmern unterzeichnet worden. Juristische Berater beider Kriegsparteien fanden jedoch Argumente, mit denen sie den Einsatz chemischer Kampfstoffe als zulässig interpretierten.

#### Versuche mit Blausäure

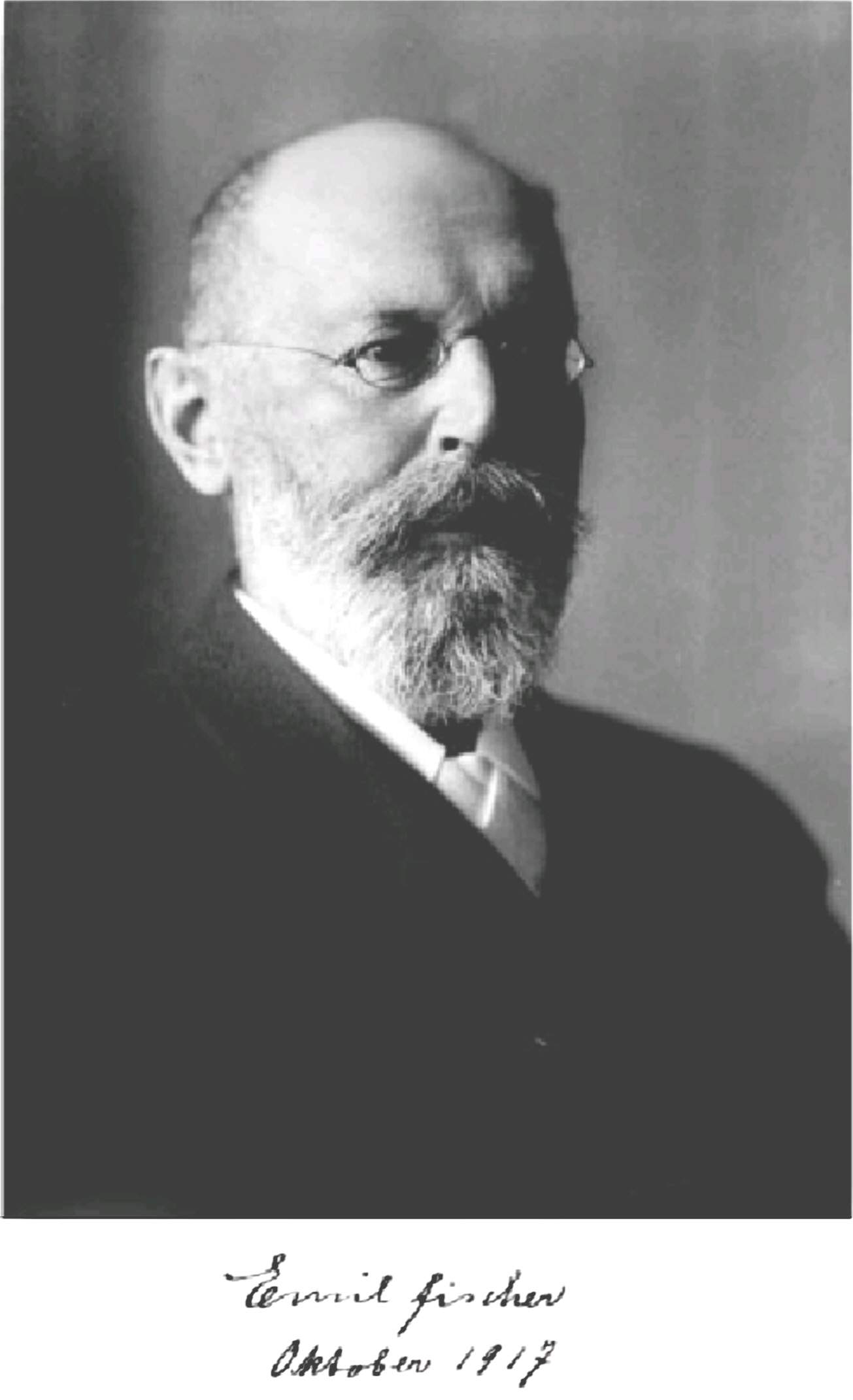
Emil Fischer (1917)

Am 23. Oktober 1914 diskutierten Nernst und Duisberg in ihrem ersten Bericht an das Kriegsministerium den Einsatz von Blausäure als tödlich wirkenden Kampfstoff::266

„Es ist uns jedoch auch die Frage vorgelegt worden, wie man es auf Grund unserer jetzt gemachten Erfahrungen anstellen müßte, wenn man eine vollkommene Vergiftung des Gegners auf chemischem Wege durchführen wollte. In diesem Falle käme nur ein Körper in Frage, von dem allgemein bekannt ist, daß schon die geringsten Mengen durch Einatmen auf den menschlichen Organismus vernichtend wirken. Da gibt es nichts, was schneller und durchaus sicher wirkt, wie die Cyanwasserstoffsäure.“

Am 18. Dezember 1914 wollte Kriegsminister Falkenhayn in einem Gespräch mit Emil Fischer in Erfahrung bringen, ob es etwas gibt, „was die Menschen dauernd kampfunfähig macht“, so Fischer in einem Brief an Duisberg. Fischer berichtete, er habe dem General dann erklärt, „wie schwer es sei, Stoffe zu finden, die in der ausserordentlich starken Verdünnung noch eine tödliche Vergiftung herbeiführen“. Weiter schrieb er mit Bezug auf Nernst, „ihm zu Gefallen“ habe er „wasserfreie Blausäure hergestellt“, obwohl er die militärische Eignung von Blausäure „ziemlich skeptisch“ bewerte.:312 Duisberg war sich mittlerweile sogar sicher, dass Versuche mit Blausäure fehlschlagen würden.:313 Das bestätigte sich, als Nernst die Wirkung der von Fischer hergestellten Blausäure an Kaninchen ausprobierte. Über das Ergebnis schrieb Duisberg am 5. Januar 1915: Nur ein „Kaninchen, das in unmittelbare Nähe der krepierenden Granate gesetzt worden war“, habe „stark“ reagiert; „die übrigen 30 Tiere aber, die rund herum in Käfigen lagen, zeigten nicht die geringste Wirkung“, obwohl Blausäure als „das stärkste aller Gifte“ galt.:314

#### Chlorgas und Phosgen
Während Duisberg und Nernst den Ansatz des Verschießens verfolgten und noch mit Reizstoffen beschäftigt waren, schlug Fritz Haber Ende 1914 vor, tödliches Chlorgas aus Druckflaschen auf die gegnerischen Stellungen abzublasen. Beim ersten derartigen Einsatz durch deutsche Spezialtruppen am 22. April 1915 in der Zweiten Flandernschlacht gab es laut Schätzungen mehr als tausend Todesopfer auf alliierter Seite. In Deutschland wurde das als „Tag von Ypern“ gefeiert, selbst Lise Meitner gratulierte „zu dem schönen Erfolg“.
Der Radikalisierung der Mittel und dem Erwartungsdruck des deutschen Militärs konnte sich Nernst nicht entziehen. Bereits kurz vor oder nach der Kriegserklärung hatte es auf deutscher Seite Versuche mit Phosgen gegeben, indem auf dem Schießplatz in Wahn phosgengefüllte Abwurfbomben getestet wurden. Wegen technischer Probleme beließ man es allerdings zunächst dabei. Die Nernst-Duisberg-Kommission nahm nun parallel zur Entwicklung von Reizstoffen die Experimente mit Phosgen wieder auf, zunächst indem dieses dem abgeblasenen Chlorgas in zunehmender Konzentration hinzugefügt wurde. Erstmals geschah dies probeweise Ende Mai 1915 sowohl an der Westfront gegen französische Soldaten als auch an der Ostfront. An einen Einsatz der deutschen Gastruppen an der russischen Front am 12. Juni 1915 erinnerte sich Otto Hahn später so: „Ich war damals tief beschämt und innerlich sehr erregt. Erst haben wir die russischen Soldaten mit Gas angegriffen, und als wir dann die armen Kerle liegen und langsam sterben sahen, haben wir ihnen mit unseren Rettungsgeräten das Atmen erleichtern wollen, ohne jedoch den Tod verhindern zu können.“

#### Chemische Kampfstoffe als Geschosse

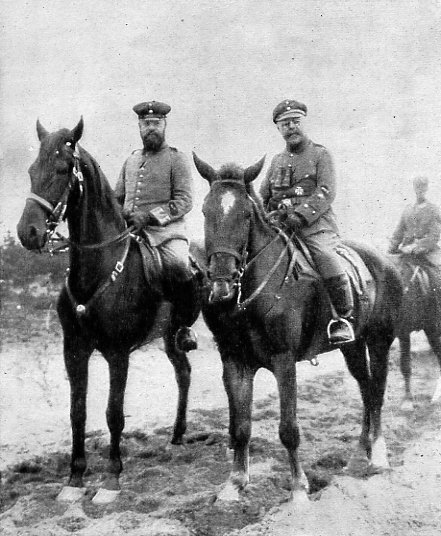
Nernst (rechts) als militärischer Berater mit Eisernem Kreuz an der Uniform. Fotografie in der Berliner Illustrirten Zeitung, 29. August 1915.

Das von Haber eingeführte „Gasblasen“ war von den Windverhältnissen abhängig, gefährdete auch die eigenen Truppen und war nur auf Sichtweite einsetzbar. Deshalb setzte sich bald die Technik durch, chemische Kampfstoffe zu verschießen. Nernst war für die Entwicklung und Verbesserungen der entsprechenden Geschosse und Geschütze zuständig. Am 21. April 1915 wurde er „wissenschaftlicher Beirat“ der Obersten Heeresleitung und dem Minenwerfer-Bataillon 1 Cöln-Riehl zugeteilt.
Schon am 1. Oktober 1914 hatte Nernst das Eiserne Kreuz II. Klasse erhalten. Am 21. Juni 1915 erhielt er das Eiserne Kreuz I. Klasse. Die Berliner Illustrirte Zeitung berichtete am 29. August 1915 über die erfolgreiche „deutsche Gelehrtenarbeit“ im Krieg. Dabei erwähnte sie Nernst als berühmten Physiker, „der als wissenschaftlicher Beirat im Felde steht“:

„Und mit dem Eisernen Kreuz I. Klasse, das die Brust des Geh. Reg.-Rates Prof. Dr. Nernst, Leiters des chemischen Instituts der Berliner Universität, ziert, sieht die chemische Forschung zugleich eine Ehrung für sich selbst […] Und immer weiter bemüht sich der Geist der deutschen Forscher und Gelehrten, neue, erstaunliche Waffen für unsere siegreichen Heere zu schmieden.“

Nernst entwickelte das Material zum Verschießen von „T-Hexa-Granaten“, die pulverförmiges Triphosgen und zusätzlich Pyridin enthielten. Erst nach der Detonation entstand Phosgen, wobei Pyridin als Katalysator wirkte. Im März 1915 schwärmte Duisberg: „Das wichtigste dabei ist aber dann die feste Hexa-Substanz [d. h. Triphosgen], die als feines Pulver zerstäubt und, mit Pyridin infiziert, langsam, während sie sich in die Schützengräben hineinsenkt, in Phosgen umgewandelt wird. Dieses Chlorkohlenoxyd ist das gemeinste Zeug, das ich kenne.“
Außerdem brachte die Kommission Methylchlorformiat, das flüssige Umsetzungsprodukt von Methanol und Phosgen, unter den Codenamen „K-Stoff“ bzw. „C-Stoff“ zum Einsatz. Am 29. Juli 1915 wurden von Nernst entwickelte „C-Minen“, die diesen Kampfstoff enthielten, mit ebenfalls von ihm entwickelten Minenwerfern in seiner Anwesenheit erstmals an der russischen Front eingesetzt. Bauer berichtet darüber im August 1915: „Es war mir besonders eine große Genugtuung zu ersehen, dass selbst Freund Nernst, der anfänglich dem leichter flüchtigen K-Stoff etwas zweifelnd gegenüberstand, jetzt sein Loblied singt, nachdem er sich durch praktische Probe an der Front […] bei den gefangengenommenen Russen von der überlegenen Wirksamkeit überzeugen konnte.“ Aufgrund dieser „durch praktische Probe an der Front“ erworbenen Erkenntnisse erstattete Nernst Anfang August 1915 an das Kriegsministerium ein „Gutachten über die Wirkung der Gasminen, verschossen mit dem mittleren Minenwerfer“. Er fand die Wirkung dieser tödlichen Waffe allerdings noch verbesserungsbedürftig. So sorgte er sich, dass sie im Winter nachlassen könnte.
Im Februar 1916 verschoss Frankreich Phosgen-Granaten und begann damit das „Gasschießen“. Daraufhin verwendete das deutsche Militär vergleichbare Geschosse, die Nernst entwickelt hatte – langsam fliegende Behälter für kurze Distanzen, Artillerie-Granaten für größere Abstände. Die Geschosse enthielten zunächst das flüssige Diphosgen (Per-Stoff). Sie führten bei ihrem ersten Einsatz am 22./23. Juni 1916 vor Verdun zu hohen Verlusten auf der gegnerischen Seite. Die Granaten wurden mit einem grünen Kreuz markiert, wovon sich die spätere Bezeichnung „Grünkreuz“ ableitet. Danach wurden etliche weitere Kampfstoffe im Gaskrieg eingesetzt.
Der Chemiker Richard Willstätter hatte unterdessen einen wirksamen Dreischichteneinsatz für Gasmasken entwickelt, der die Soldaten vor Chlorgas und Phosgen schützte. Seit Anfang 1916 war dadurch der routinemäßige Einsatz von Phosgen als Beimischung zu Chlorgas ohne Risiko für die deutsche Seite möglich.

### Kaiser-Wilhelm-Stiftung für kriegstechnische Wissenschaft
Die 1916 gegründete Kaiser-Wilhelm-Stiftung für kriegstechnische Wissenschaft (KWKW) ging zurück auf eine Gemeinschaftsinitiative der chemischen Industrie, des Stifters und Industriellen Leopold Koppel, des preußischen Kultusministers Friedrich Schmidt-Ott und des Leiters des Kaiser-Wilhelm-Instituts für Physikalische Chemie und Elektrochemie Fritz Haber. Ihre Existenz und Funktion sollten kriegsbedingt möglichst geheim bleiben, entsprechend spärlich sind die überkommenen Dokumente. Ihre Hauptaufgabe, zentrale Instanz zur Steuerung der deutschen Rüstungsforschung zu sein, erfüllte sie nie, immerhin aber trugen sechs Fachausschüsse zur Kriegsforschung bei. Nernst war Leiter des Fachausschusses III (Physik), der sich unter anderem mit ballistischen Fragen der neuen Gasgranaten und dem physikalischen Verhalten der freigesetzten Kampfstoffe unter unterschiedlichen Temperaturen befasste. Fritz Haber war Leiter des Fachausschusses II (Chemische Kampfstoffe).
Nach Kriegsende plädierte Emil Fischer dafür, die Stiftung aufzulösen. Vor allem Fritz Haber sorgte aber dafür, dass 1920 durch die Königlich-Preußische Akademie der Wissenschaften eine Kommission eingesetzt wurde, in die auch Nernst berufen wurde. Die neue Satzung gab der Einrichtung den angesichts der Auflagen des Versailler Vertrags weniger anstößigen Namen „Kaiser-Wilhelm-Stiftung für technische Wissenschaft“ (KWTW).

### Verbesserung des Flammenwerfers
Die Witwe Fritz Habers schrieb 1970 in der Biografie ihres Mannes, die Angabe „Professor Walther Nernst (als Erfinder der Flammenwerfer)“ sei in Listen der gesuchten Kriegsverbrecher vorgekommen. Ein weiterer Autor übernahm später diese Angabe.
Richtig ist, dass im Ersten Weltkrieg Flammenwerfer zwar nicht erfunden, aber auf deutscher Seite in verbesserter Form wieder in das Waffenarsenal eingeführt wurden. Nernst mag Kenntnisse beispielsweise aus seinen Arbeiten an pneumatisch betriebenen Minenwerfern für technische Verbesserungen von Flammenwerfern genutzt haben. Hinsichtlich der organisatorischen Einführung und dem taktischen Einsatz der Geräte dürfte aber Max Bauer die entscheidende Rolle gespielt haben.

### Politische Aktivitäten
Manifest der 93
Nernst gehört zu den Unterzeichnern des polemischen Manifests der 93 vom 4. Oktober 1914. Viele der Unterschriften wurden allerdings in Eile und unter Druck abgegeben. Laut Nernsts Tochter Edith kam die „Unterschrift“ in seinem Fall sogar in seiner Abwesenheit zustande. Die Zustimmung, ihn als Unterstützer anzugeben, sei von ihrer Mutter in großer Eile „quasi erzwungen“ worden, indem man am Telefon sagte, Max Planck, Emil Fischer und andere hätten auch unterschrieben.
Nernst gehörte jedenfalls nicht zu den mehr als 3000 Unterzeichnern der Erklärung der Hochschullehrer des Deutschen Reiches vom 23. Oktober 1914, die inhaltlich dem Manifest der 93 folgte.
Im März 1916 versuchte Max Planck die schädliche Auswirkung des Manifests der 93 abzumildern, indem er einen offenen Brief an den holländischen Kollegen Hendrik Antoon Lorentz schrieb und darin auf die patriotische Motivation der Unterzeichner hinwies. Er erklärte, die deutschen Gelehrten und Künstler seien wie alle Berufsstände „untrennbar“ mit dem deutschen Heer verbunden. Planck nannte Nernst sowie Adolf von Harnack, Heinrich Wilhelm Waldeyer und Ulrich von Wilamowitz-Moellendorff als Unterstützer des offenen Briefs.
Friedensmissionen
Nernst traf sich, auf eigene Anregung hin im inoffiziellen Auftrag des mit ihm befreundeten Reichskanzlers Theobald von Bethmann Hollweg, von Mai 1915 bis November 1916 mehrfach in Brüssel mit dem Bankier und Philanthropen Franz Moses Philippson, Sohn von Ludwig Philippson, um die Möglichkeit von Friedensverhandlungen zu sondieren. Nachdem Bethmann Hollweg im Juli 1917 gestürzt worden war, wiederholte Nernst in eigener Regie seinen Versuch ein letztes Mal im Dezember 1917.
Delbrück-Denkschrift
Nernst gehörte zu den Unterzeichnern einer Denkschrift des Historikers Hans Delbrück vom 30. Juni 1917, in der gefordert wurde, das Dreiklassenwahlrecht in Preußen durch allgemeine, gleiche, geheime und direkte Wahlen zu ersetzen. Die weiteren Unterzeichner waren Alexander Dominicus, Paul Rohrbach, Friedrich Thimme, Emil Fischer, Adolf von Harnack, Friedrich Meinecke und Ernst Troeltsch.

## Nach dem Ersten Weltkrieg

### Drohende Strafverfolgung
Bald nach der Kapitulation des Kaiserreichs am 11. November 1918 machten Listen zur Auslieferung gesuchter Personen bzw. „Listen der Kriegsverbrecher“ von unterschiedlicher Authentizität, Zusammensetzung und Länge die Runde. Nernst gehörte mit Carl Duisberg, Fritz Haber und Walther Rathenau zu denjenigen, die darin meist an vorderster Stelle angeführt waren.
Die Artikel 228 und 229 des Versailler Vertrags vom 28. Juni 1919 verpflichteten die deutsche Regierung, deutsche Personen, die von Siegerstaaten wegen eines Verstoßes gegen die Gesetze und Gebräuche des Krieges angeklagt waren, an deren Militärgerichte auszuliefern. Nach Artikel 230 hatte die deutsche Regierung Urkunden und Auskünfte jeder Art zu liefern, die zur Aufklärung für notwendig gehalten wurden. Die Siegermächte stellten außerdem Untersuchungskommissionen zusammen, die Chemiewerke inspizierten und Verdächtige befragten.
Nach Inkrafttreten des Friedensvertrags am 16. Juli 1919 war für einige Monate unklar, ob die Siegermächte tatsächlich auf Auslieferung von Wissenschaftlern wie Nernst zur Ermittlung wegen des Verdachts auf Kriegsverbrechen bestehen würden. Haber setzte sich in die Schweiz ab; Nernst ging zunächst nach Schweden, dann ebenfalls in die Schweiz. Als sich die Signale mehrten, dass sie nicht mit Auslieferung und Verurteilung zu rechnen hatten, kehrten sie Ende 1919 wieder nach Deutschland zurück. Beide wurden zwar nach ihrer Rückkehr von einer alliierten Kommission nach den deutschen Aktivitäten bei der Entwicklung und Produktion chemischer Waffen befragt, aber danach nicht weiter behelligt.
Die Liste der Interalliierten Militär-Kontrollkommission umfasste im Februar 1920 noch fast 900 zur Auslieferung Gesuchte. Sie schrumpfte bis zum Mai 1920 auf 45 Namen und enthielt nun weder Nernst noch Haber.
1924 pries ein Text in der Zeitschrift des Vereins Deutscher Chemiker Nernsts Verdienste für die Kriegstechnik mit den Worten: „Nernst wurde […] mit kriegstechnischen Arbeiten betraut. Der Erfolg und die Bedeutung derselben geht wohl am besten daraus hervor, daß sein Name an erster Stelle unter denen stand, deren Auslieferung das feindliche Ausland verlangte.“

### Weimarer Kreis
Nernst zählte zu den Initiatoren und Mitgliedern des Weimarer Kreises, einer im April 1926 gegründeten Gruppierung von Hochschullehrern, die sich offen zur Weimarer Republik bekannten. Acht Professoren aus Berlin hatten das Einladungsschreiben zum ersten Treffen in Weimar unterzeichnet. Außer Nernst waren dies die Historiker Hans Delbrück, Gustav Mayer, Friedrich Meinecke und Karl Stählin sowie der Theologe Adolf von Harnack, der Jurist Wilhelm Kahl und der Kunsthistoriker Werner Weisbach. Nernst und seine Mitstreiter repräsentierten eine Minderheit. Nur etwa jeder zehnte Hochschullehrer stimmte ideologisch mit dem Weimarer Kreis überein.

### Zeit des Nationalsozialismus
Bald nach der Machtergreifung begannen die Nationalsozialisten damit, Menschen jüdischer Herkunft und andere unerwünschte Personen aus dem Staatsdienst zu vertreiben. Diesen Zweck hatte das sogenannte Berufsbeamtengesetz vom 7. April 1933. Auch Nernst wurde aufgefordert, die jüdischen Mitarbeiter an seinem Institut für Physik zu entlassen. Mit den Nationalsozialisten und ihrem Antisemitismus wollte er nichts zu tun haben. Aus Protest entschloss er sich, in den Ruhestand zu gehen (ähnlich wie Fritz Haber).
Am 1. Oktober 1933, im Alter von 69 Jahren, wurde Nernst emeritiert. Er zog sich auf sein Rittergut in Zibelle zurück, das er 1920 erworben hatte. Hier kümmerte er sich um die Landwirtschaft und mit Vorliebe um seine Karpfenzucht mit zahlreichen Teichen, er ging auch gerne der Jagd nach. Er behielt noch eine Wohnung in Berlin, um seine Kontakte zum Wissenschaftsbetrieb nicht ganz abreißen zu lassen. Das wurde allerdings zunehmend schwierig. Die Nazis teilten ihm mit, dass er im Verwaltungsausschuss des Kaiser-Wilhelm-Instituts für Chemie nicht mehr gebraucht werde (Nernst erfuhr einige Jahre später, dass die Brüskierung durch die Nazis von seinen Freunden im Ausland als Ritterschlag verstanden wurde). Als er sich in der Preußischen Akademie der Wissenschaften weigerte, zum Singen des Horst-Wessel-Lieds aufzustehen, löste er einigen Ärger aus. Danach erschien er nicht mehr zu den Sitzungen der Akademie, weil er das Gefühl hatte, auch dort nicht mehr willkommen zu sein.
Nernsts aufsässiges Verhalten erregte bei den Nazis den Verdacht, er könne jüdische Vorfahren haben. Ein Doktorand, der in seiner Dissertation die „rassische Abstammung von Nobelpreisträgern“ darstellen wollte, sandte 1935 den Betreffenden detaillierte Fragebögen zu. Als Nernst darauf nicht reagierte, beschwerte er sich beim Dekan der Fakultät Ludwig Bieberbach, einem leidenschaftlichen Nationalsozialisten. Der zog den Vorgang an sich und holte bei Bernhard Rust die Erlaubnis ein, Nernst zum Ausfüllen des Fragebogens zu zwingen. Nernsts Stammbaum erwies sich zur Enttäuschung der Nationalsozialisten als rein „arisch“.
1940 wandte sich Nernst an die Kriegsmarine und erhielt den Auftrag, den Antrieb der von den deutschen U-Booten verwendeten Torpedos zu verbessern. Er beruhte bisher auf Pressluft; Nernst beabsichtigte, stattdessen Treibsätze heranzuziehen, die er während des Ersten Weltkriegs für Minenwerfer entwickelt hatte. Da ihm von der Marine keine geeigneten Informationen zur Verfügung gestellt wurden, kaufte er sich in Buchhandlungen populäre Seekriegsliteratur zusammen. Die Arbeiten im Kellerraum seines alten physikalisch-chemischen Instituts fanden ihr Ende, als eine Explosion das gusseiserne Versuchsgefäß zerriss.

## Organisator und Unterstützer
Nernst spielte nicht nur als Forscher und Lehrer im Wissenschaftsbetrieb eine wichtige Rolle, sondern auch als Mitgründer, Organisator und Unterstützer wissenschaftlicher Einrichtungen. Er übernahm dabei verschiedene Funktionen und stellte hilfreiche Verbindungen zu Politikern, Industriellen und Mäzenen her.
Bunsen-Gesellschaft

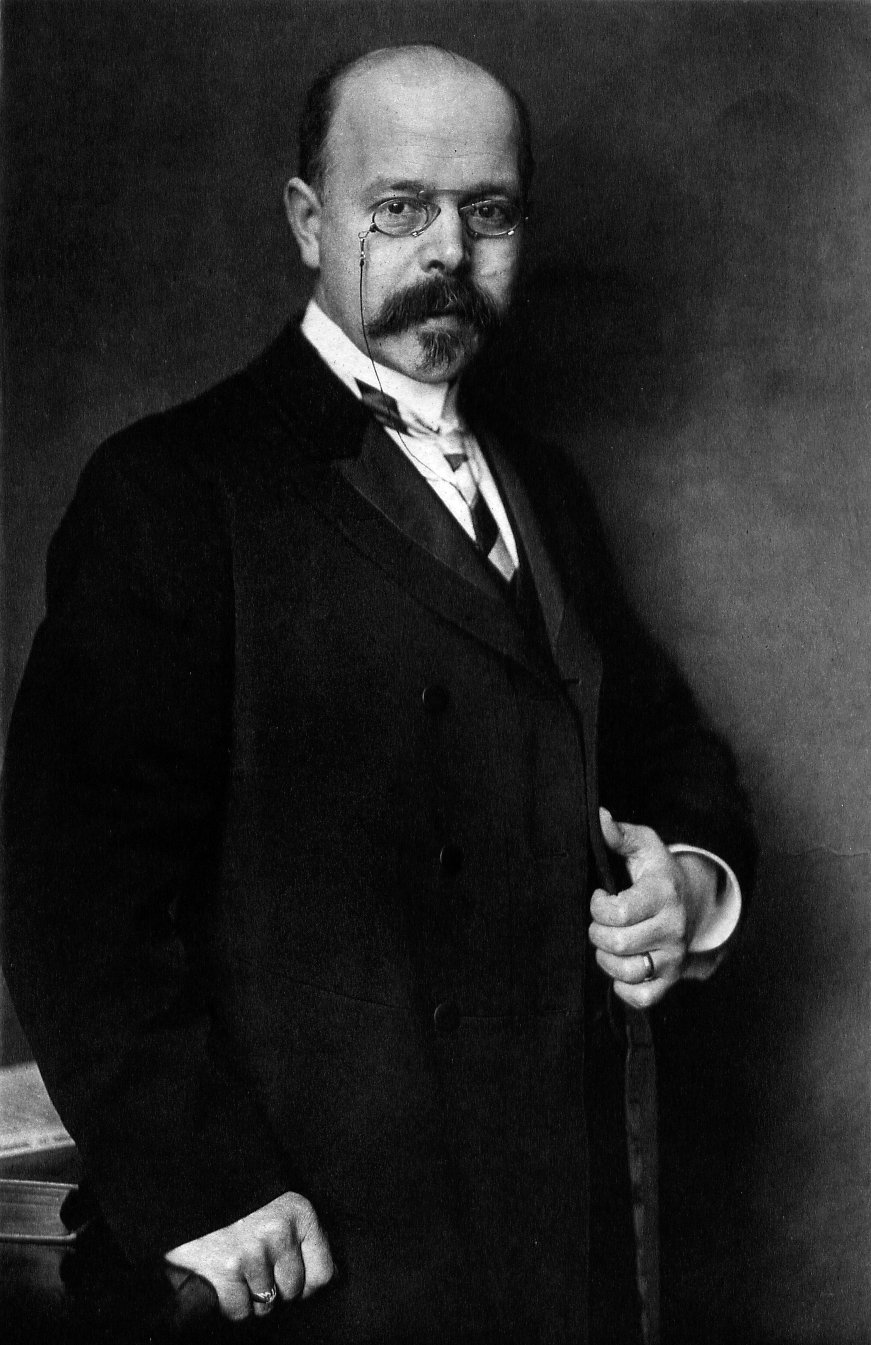
Walther Nernst (1906)

1894 zählte Nernst zu den 26 Gründungsmitgliedern der Deutschen Elektrochemischen Gesellschaft (ab 1902 Deutsche Bunsen-Gesellschaft für Angewandte Physikalische Chemie), die zur Etablierung der Physikalischen Chemie maßgeblich beitrug. Von 1898 bis 1901 war er Redakteur der Zeitschrift dieser Gesellschaft (damaliger Name Zeitschrift für Elektrochemie). Von 1905 bis 1908 war er ihr vierter Vorsitzender nach  Wilhelm Ostwald (1894–1898), Jacobus Henricus van ’t Hoff (1898–1902) und dem Chemie-Industriellen Henry Theodor von Böttinger (1902–1905).
Im Jahr 1908 war Nernst außerdem Präsident des Vereins Deutscher Chemiker.
Chemische Reichsanstalt, Kaiser-Wilhelm-Institut für Chemie
1905 verfasste Nernst zusammen mit Emil Fischer und Wilhelm Ostwald eine Denkschrift zur Gründung einer Einrichtung, die auf dem Gebiet der Chemie in ähnlicher Weise wie die Physikalisch-Technische Bundesanstalt industrielle und staatliche Mittel zur Forschung verwenden sollte, und sahen dafür den Namen „Chemische Reichsanstalt“ vor. Sie sammelten Unterstützer für den Plan und gründeten mit ihnen im März 1908 den Verein „Chemische Reichsanstalt“. Dieser Förderverein beschloss zusammen mit der im Januar 1911 gegründeten Kaiser-Wilhelm-Gesellschaft den Bau des Kaiser-Wilhelm-Instituts für Chemie. Parallel dazu wurde der Bau des Kaiser-Wilhelm-Instituts für physikalische Chemie und Elektrochemie beschlossen. Diese beiden ersten Kaiser-Wilhelm-Institute wurden am 23. Oktober 1912 im Beisein des Kaisers gemeinsam eröffnet.
Nernst gehörte dem fünfköpfigen Verwaltungausschuss des Kaiser-Wilhelm-Instituts für Chemie an; die weiteren Mitglieder waren die Chemiker Emil Fischer, Franz Oppenheim, Gustav von Brüning und für die preußische Regierung Ministerialdirektor Friedrich Schmidt-Ott bzw. dessen Vertreter.
Solvay-Konferenzen

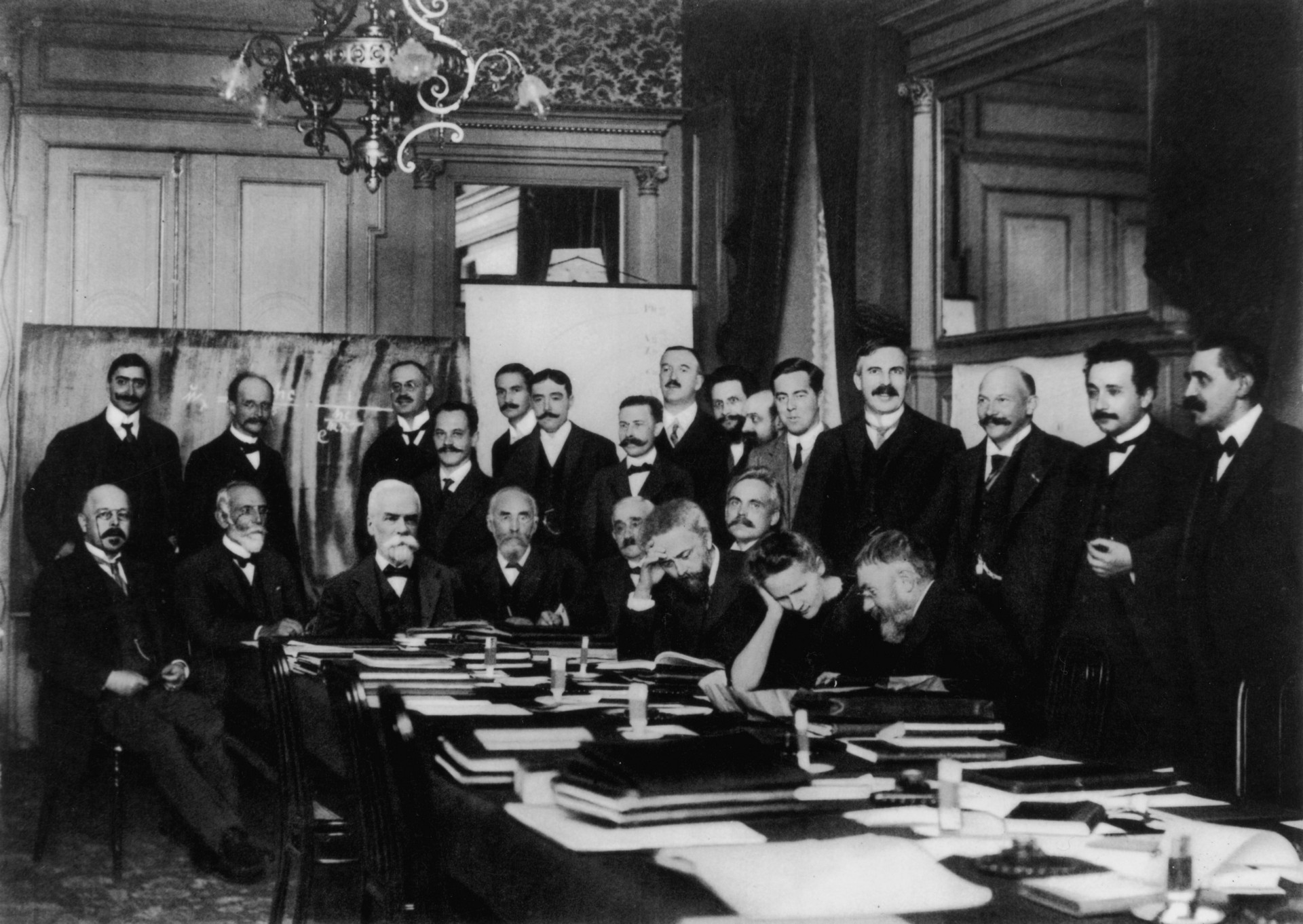
Walther Nernst (ganz links) bei der ersten Solvay-Konferenz 1911
(siehe auch die weiteren Teilnehmer)

1910 gelang es Nernst, den belgischen Großindustriellen Ernest Solvay zur Unterstützung einer Konferenz international bedeutender Physiker zu bewegen, die 1911 in Brüssel stattfand. Nernst selbst hielt sich dabei fachlich im Hintergrund. Das Treffen diente vor allem der Diskussion über die neuen Denkmodelle von Planck und Einstein und wurde ein Erfolg. Danach folgten zahlreiche weitere Solvay-Konferenzen für Physik, ab 1922 auch Solvay-Konferenzen für Chemie.
Kaiser-Wilhelm-Institut für Physik
Im März 1914 beschloss der Senat der Kaiser-Wilhelm-Gesellschaft auf Antrag von Fritz Haber, Walther Nernst, Max Planck, Heinrich Rubens und Emil Warburg, gemeinsam mit der Koppelstiftung ein „Kaiser-Wilhelm-Institut für physikalische Forschung“ zu errichten. Es sollte vor allem dem neu berufenen Albert Einstein zur Verfügung stehen. Der Beginn des Ersten Weltkriegs verzögerte allerdings die Umsetzung bis Juli 1917. Einstein wurde Direktor des nunmehr Kaiser-Wilhelm-Institut für Physik genannten Instituts. Einstein, Haber, Nernst, Planck, Rubens und Warburg bildeten das Direktorium.
Kaiser-Wilhelm-Gesellschaft
Von 1919 bis 1933 war Nernst Senator der Kaiser-Wilhelm-Gesellschaft.
Notgemeinschaft der Deutschen Wissenschaft
Die Notgemeinschaft der Deutschen Wissenschaft, Vorgängerin der Deutschen Forschungsgemeinschaft, wurde im Oktober 1920 gegründet, um „die der deutschen wissenschaftlichen Forschung durch die gegenwärtige wirtschaftliche Notlage erwachsene Gefahr völligen Zusammenbruchs abzuwenden“. Laut Kurt Mendelssohn spielte Nernst eine wichtige Rolle bei der Gründung. Mit Geldern des Staates, der Industrie, der Rockefeller-Stiftung und aus anderen Quellen finanzierte die Notgemeinschaft erfolgversprechende Projekte. Nernst war Mitglied in einem Ausschuss, der über die Verteilung der Fördergelder für die Elektrophysik entschied. Vor allem General Electric hatte den Elektrophysik-Fonds finanziert, ferner Siemens & Halske und die AEG mit kleineren Anteilen. Max Planck war Vorsitzender des Ausschusses. Die weiteren Mitglieder waren Fritz Haber, James Franck, Max von Laue und Max Wien.

## Verhältnis zu einzelnen Personen

### Kaiser Wilhelm II.

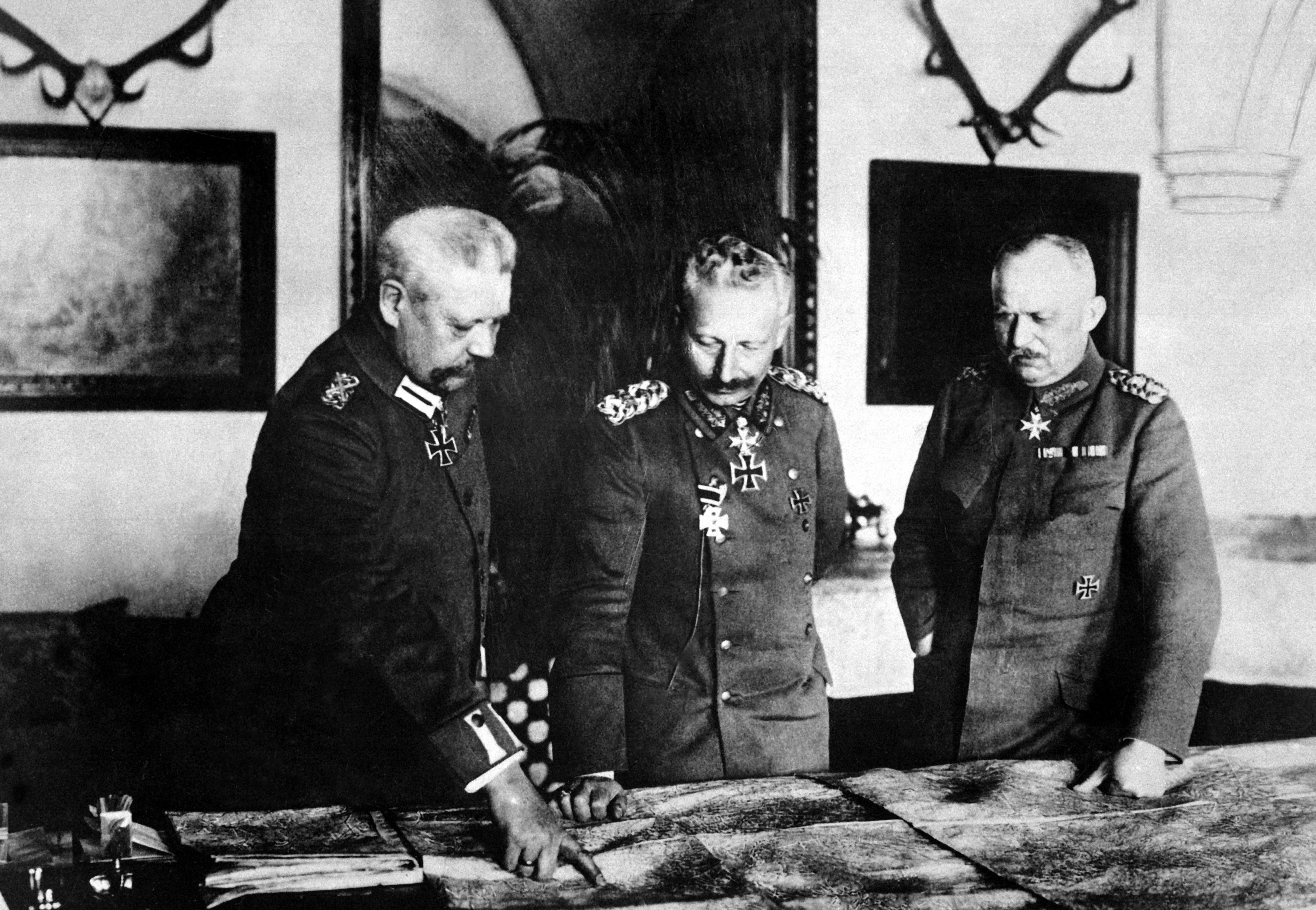
Kaiser Wilhelm II. (Mitte) mit Hindenburg (links) und Ludendorff im Großen Hauptquartier (1917)

Nernst war Berater Kaiser Wilhelms II. Laut Kurt Mendelssohn kam er oft in den kaiserlichen Palast. Der Kaiser entwickelte ein freundschaftliches Verhältnis zu ihm. Als Nernst um eine Audienz beim Kaiser bat, wurde sie ihm gewährt. Der Anlass war, dass Paul von Hindenburg und Erich Ludendorff, die im August 1916 an die Spitze der Obersten Heeresleitung berufen worden waren, auf eine Ausweitung des U-Boot-Kriegs drängten. Nernst befürchtete wie Reichskanzler Theobald von Bethmann Hollweg, dass die USA in diesem Fall in den Krieg eintreten würden. Zu seinem Unglück waren bei der Aussprache im Hauptquartier auch Hindenburg und Ludendorff zugegen. Ludendorff wies Nernst scharf zurück und ließ ihn kaum zu Wort kommen. So blieb Nernst erfolglos. Wovor er warnen wollte, trat ein: Nachdem die Oberste Heeresleitung Anfang Januar 1917 mit Zustimmung des Kaisers den unbeschränkten U-Boot-Krieg zum 1. Februar 1917 wiederaufnehmen ließ, erklärten die USA am 6. April 1917 dem Deutschen Reich den Krieg. Daraufhin bemühte sich Nernst beim Kaiser vergeblich um rasche Friedensverhandlungen.
Einige Autoren geben an, Nernst sei von 1914 bis 1918 Berater des Kaisers gewesen. Im Juli 1917 stand Nernst wahrscheinlich nicht mehr in der Gunst des Kaisers. Gustav Roethe schrieb damals in einem Brief an Edward Schröder: „Nernst, der zu den Hauptfreunden Bethmannscher Politik und sogar des Verzichtfriedens gehört, hat sehr offen den Wunsch geäußert, der Kaiser solle zu Gunsten des Kronprinzen abdanken.“

### Albert Einstein
Nernst kannte Albert Einstein seit mindestens 1910 persönlich. Er hielt es für seine größte wissenschaftsorganisatorische Leistung, zusammen mit Max Planck im Jahr 1913 in hartnäckiger und verdeckter Weise Albert Einstein dafür gewonnen zu haben, 1914 von Zürich nach Berlin zu wechseln. In Berlin wohnte Einstein anfangs bei Familie Nernst und musizierte mit Nernst. Zwischen beiden entwickelte sich eine gegenseitige fachliche und menschliche Wertschätzung, die lebenslang anhielt. Nernst verteidigte Einstein gegen Angriffe von Nationalsozialisten und antisemitische Diffamierungen.

### Walther Rathenau

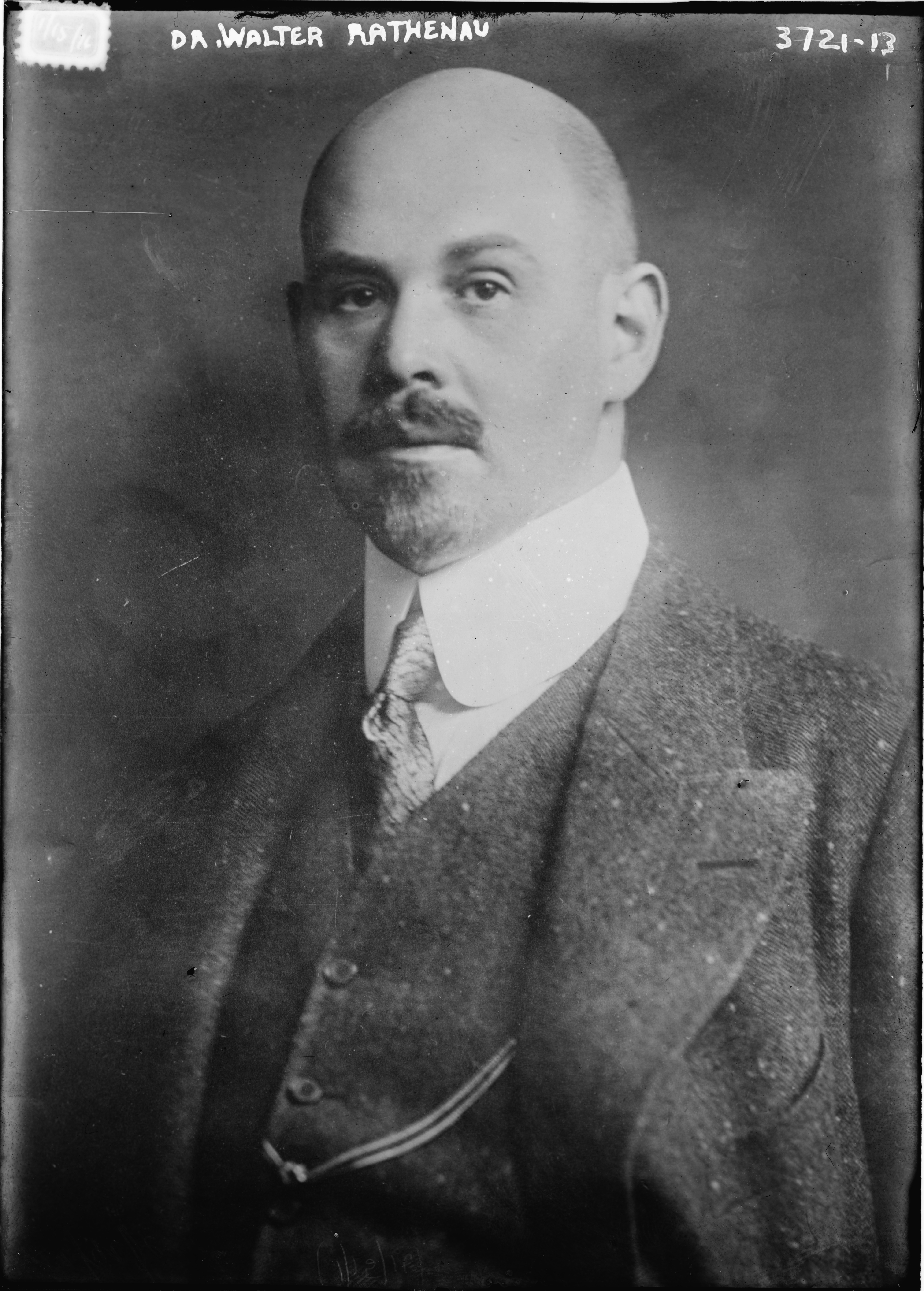
Walther Rathenau

Nernst verband mit dem drei Jahre jüngeren Walther Rathenau eine langjährige Freundschaft. Nach der Ermordung Rathenaus durch die Organisation Consul am 24. Juni 1922 nahm er am 3. August als Rektor der Berliner Universität eine Rede in der Aula der Universität zum Anlass, Rathenau mit leidenschaftlichen Worten zu ehren. Nernst sagte, die Universität müsse zu dem Mord Stellung beziehen. Er würdigte Rathenaus umfassende geistige und kulturelle Bildung, seine Fähigkeiten als Wissenschaftler, Ingenieur, Großkaufmann und Staatsmann; er rühmte Rathenaus Patriotismus und seinen Mut. Nernst berichtete, in seinem Haus habe sich wenige Tage vor dem Mord  ein kleiner Kreis getroffen, darunter Rathenau, um über Fragen des internationalen wissenschaftlichen Austauschs zu beraten. Rathenau habe gesagt, dass die Gesundung Europas vorankommen könne, „wenn wenigstens einige Gebiete menschlicher Kultur dem Kampfe der Tagespolitik entzogen werden könnten“. Nernst legte den Zuhörern nahe, diesen Gedanken ernst zu nehmen.

### Max Bauer
Im Ersten Weltkrieg war Max Bauer für Nernst ein Vermittler zum Kriegsministerium und zur Obersten Heeresleitung. Nach Nernsts Darstellung war Bauer „in allen Zweigen der Wissenschaft, besonders der Physik, hervorragend durchgebildet“. Nach dem Ersten Weltkrieg gründete Bauer zusammen mit Waldemar Pabst, der die Ermordung von Rosa Luxemburg und Karl Liebknecht veranlasst hatte, die „Nationale Vereinigung“ und unterstützte 1920 den Kapp-Putsch. Obwohl Nernst sich zur Republik bekannte, nahm er Bauer in seinem Haus in Berlin auf, als der Putsch gescheitert und Bauer zur Fahndung ausgeschrieben war. Bauer floh dann ins Ausland, wo Nernst ihn später besuchte. Nernst gehörte dann auch zu denen, die sich für die Amnestierung Bauers einsetzten. 1925 wurde Bauer amnestiert.

### Fritz Haber

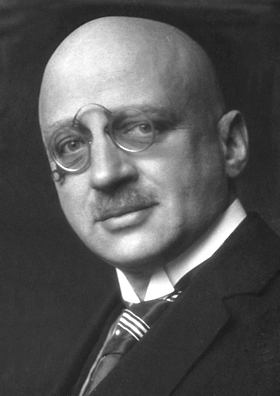
Fritz Haber (1918)

Fritz Haber führte im Ersten Weltkrieg die Forschung an tödlichen Giftgasen an. Meist über die Institute der Kaiser-Wilhelm-Gesellschaft wurden zahlreiche Wissenschaftler in diese Forschung einbezogen, unter ihnen Ferdinand Flury, James Franck, Herbert Freundlich, Otto Hahn, Reginald Oliver Herzog, Erich Regener und Heinrich Wieland. Zeitweise waren mehr als 2000 Hilfskräfte beteiligt. Während Haber als Chemiker und Organisator chemische Kampfstoffe entwickelte, war Nernst mit der Entwicklung von Geschossen und Geschützen beschäftigt. Haber und Nernst standen dabei hinsichtlich staatlicher Anerkennung und damit finanzieller Zuwendungen in Konkurrenz zueinander.
Nernst hatte zu Haber in der Kaiserzeit ein eher distanziertes Verhältnis. Dafür gab es mehrere Gründe: nicht nur ihre Konkurrenz um Fördermittel und Personal, sondern auch wissenschaftliche Dispute wie etwa zur Ammoniak-Synthese, private wirtschaftliche Interessen und nicht zuletzt Nernsts selbstbewusstes Auftreten mit seiner gefürchteten Neigung zu schlagfertigen und verletzenden Anmerkungen. Haber war getauft, aber jüdischer Herkunft. Im Gegensatz zu anderen verwendete Nernst niemals die jüdische Herkunft Habers gegen ihn, wie dies etwa Philipp Lenard, Johannes Stark und Wilhelm Wien taten.

### Max von Laue
Max von Laue war einer der wenigen renommierten Wissenschaftler, die während des Dritten Reichs Opposition zeigten. Dazu gehörte, dass er vorsichtig, aber deutlich die Diskriminierung und schließliche Entlassung von Fritz Haber wegen dessen jüdischer Herkunft kritisierte und sich von Vertretern der „Deutschen Physik“ wie Philipp Lenard distanzierte. Nernst unterstützte von Laue dabei, wenngleich nur auf private Weise. Laue besuchte Nernst öfter in Zibelle.

## Schüler

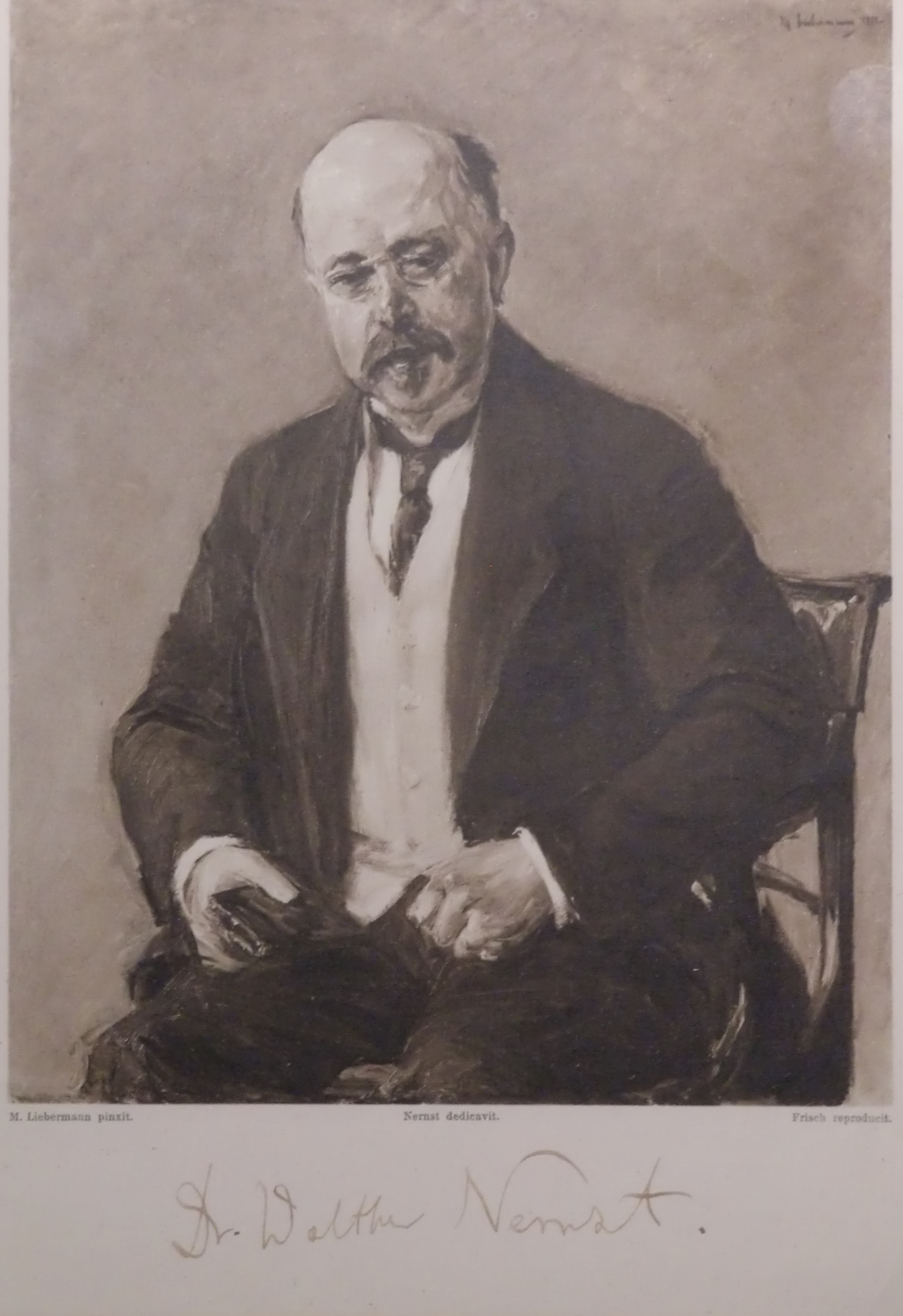
Walther Nernst, Porträt von Max Liebermann 1912

Doktoranden: Bei Nernst promovierten unter anderen Leonid Andrussow, Karl Baedeker, Kurt Bennewitz, Karl Friedrich Bonhoeffer, Ernst Bürgin, Friedrich Dolezalek, Arnold Eucken, Erich Fischer, Karl Fredenhagen, Fritz Lange, Irving Langmuir, Frederick Lindemann, Margaret Maltby, Kurt Peters, Matthias Pier, Emil Podszus, Franz Pollitzer, Hans Schimank und Franz Eugen Simon.
Bei seinen Schülern hatte Nernst keinen guten Ruf. Er hatte bei ihnen den Spitznamen „Kronos“, wie jener mythologische Kronos, der seine Kinder fraß. Laut Patrick Coffey hatte jeder, der durch Nernsts Labor gegangen war, eine Verletzung davongetragen. Seine amerikanischen Schüler empfanden auch Nernsts Beteiligung am Gaskrieg abstoßend. Irving Langmuir lehnte es deshalb ab, einen Nachruf auf Nernst zu schreiben.

## Postume Rezeption

### Nachrufe
Im Nachruf der New York Times hieß es, dass Nernst mit seiner Originalität, seinem Einfallsreichtum und seinem intellektuellen Mut eine Epoche verkörpere, in welcher der deutsche Wissenschaftler noch frei denken und reden durfte.
Die Zeitschrift The Scientific Monthly veröffentlichte einen Nachruf, in dem Albert Einstein zahlreiche Qualitäten Nernsts aufzählte, vom beeindruckenden „wissenschaftlichen Instinkt“ über die Breite und Sicherheit seines Fachwissens und seine praktischen Fähigkeiten beim Experimentieren bis zu seinen literarischen Interessen und seinem Humor. Zwar habe Nernst manchmal eine kindische Eitelkeit und Selbstgefälligkeit, eine gewisse Egozentrik an den Tag gelegt, andererseits aber einen untrüglichen Sinn für das Wesentliche gehabt. Jedes Gespräch mit ihm habe etwas Interessantes ans Licht gebracht. Als besonders bemerkenswert betonte Einstein Nernsts „Freiheit von Vorurteilen“. Nernst sei eine in ungewöhnlichem Maß eigenständige Persönlichkeit gewesen.
Nernsts ehemaliger Schüler Robert Millikan schrieb einen Nachruf für die Zeitschrift The Scientific Monthly, in dem er die Geschmacklosigkeit unterbrachte, Nernst einen „kleinen Kerl mit fischartigem Mund“ zu nennen („a little fellow with a fish-like mouth“). Ganz anders als Einstein schrieb er, starke Vorurteile seien Nernsts größte Schwäche gewesen. Er stellte ihn als rachsüchtig hin, indem er behauptete, Nernst habe im Jahr 1912 für eine neue Ausgabe seines Buchs Theoretische Chemie die Anweisung gegeben, alle Verweise auf Jean-Baptiste Perrin herauszustreichen, nur weil Perrin ihm zuvor bei einer Tagung einen Teil seiner Redezeit gestohlen hatte. Immerhin räumte Millikan ein, der dritte Hauptsatz der Thermodynamik reiche aus, um Nernst einen Platz unter den Unsterblichen zu sichern.
Lotte Warburg, eine Tochter des Physikers Emil Warburg und Schwester des Nobelpreisträgers Otto Warburg, schrieb privat unter ihrem Pseudonym „Züs Colonna“ einen satirischen Nachruf auf Nernst. Das Museum der Göttinger Chemie erhielt im Jahr 1980 eine Kopie und veröffentlichte den Text im Jahr 2000. Der ausführliche Nachruf charakterisiert Nernst scharfsinnig und respektlos, durchmischt mit Anekdoten und Übertreibungen. Beispielsweise heißt es, Nernst habe seine sanfte Stimme, „die immer gleich einschmeichelnd & treuherzig blieb“, unter anderem dafür eingesetzt, „schönen Frauen seine Freundschaft anzubieten, worunter er alles Mögliche verstand“; mit dieser „weichen, unsicheren Stimme“ habe er die „harte & leidenschaftliche Zielsicherheit seines Wesens“ verdeckt. Nernsts Stärken werden angesprochen, zum Beispiel seine hohe „geistige Reaktionsgeschwindigkeit“, wie auch seine Schwächen, zum Beispiel dass er Versprechungen selten gehalten habe oder seinen Schülern kein Helfer gewesen sei. Der Text spart nicht mit Spott („Bei Kriegsausbruch 1914 entdeckte Nernst seine Befähigung zum Helden“).

### Darstellung der Rolle Nernsts im Ersten Weltkrieg
In manchen Publikationen wird Nernsts Beteiligung am Gaskrieg während des Ersten Weltkrieges unzureichend dargestellt. Beispielsweise gibt der Artikel der Neuen Deutschen Biographie (1999) nur an, Nernst habe sich im Ersten Weltkrieg mit „Ballistik und Sprengstoffchemie“ beschäftigt, von chemischen Waffen ist nicht die Rede. Einige Texte erwähnen zwar chemische Waffen, erwecken aber den Eindruck, Nernst habe mit tödlichen Kampfstoffen nichts zu tun gehabt: „Aber den Militärs genügte Nernsts ‚harmlose Bombe‘ nicht. Sie entzogen ihm den Forschungsauftrag und betrauten mit der weiteren Entwicklung dieser Waffe Fritz Haber.“ Patrick Coffey schrieb, Nernst habe nach Erhalt des Eisernen Kreuzes im Sommer 1915 seine Mitarbeit an Entwicklung und Anwendung chemischer Kampfstoffe „aufgegeben“.
Manche Autoren stellen Nernst sogar als Gegner tödlicher Kampfstoffe dar. Albrecht Fölsing schrieb 1993 in seiner Einstein-Biografie, Nernst habe gegen tödliche Kampfmittel eingewandt, dass es „im modernen, wissenschaftlich rational geführten Krieg“ ausreichen solle, den Gegner kampfunfähig zu machen, statt auf dessen Tötung abzuzielen. Rudolf Huebener behauptete schlicht: „Den Einsatz von tödlichem Giftgas lehnte er ab.“
Mit selektiven Angaben dieser Art wird die Tatsache verschleiert, dass der Gaskrieg nicht nur chemische Kampfstoffe zur Voraussetzung hatte, sondern auch eine darauf abgestimmte Geschütztechnik („Ballistik“), die auf deutscher Seite federführend von Nernst entwickelt wurde. Dabei stimmte er sich eng mit Carl Duisberg, Fritz Haber und dem Militär ab, um die chemischen Kampfstoffe nutzbar zu machen. Nernst hat sich auch durch häufige Besuche an der Front von der Wirksamkeit der Entwicklungen überzeugt und dem deutschen Militär „Verbesserungen“ vorgeschlagen. Nernsts Versuche mit Blausäure Ende 1914 belegen, dass er selbst das Ziel hatte, ein möglichst tödliches Gift für den Kriegseinsatz zu finden.

## Mitgliedschaften und Ehrungen

### Mitgliedschaften und Auszeichnungen

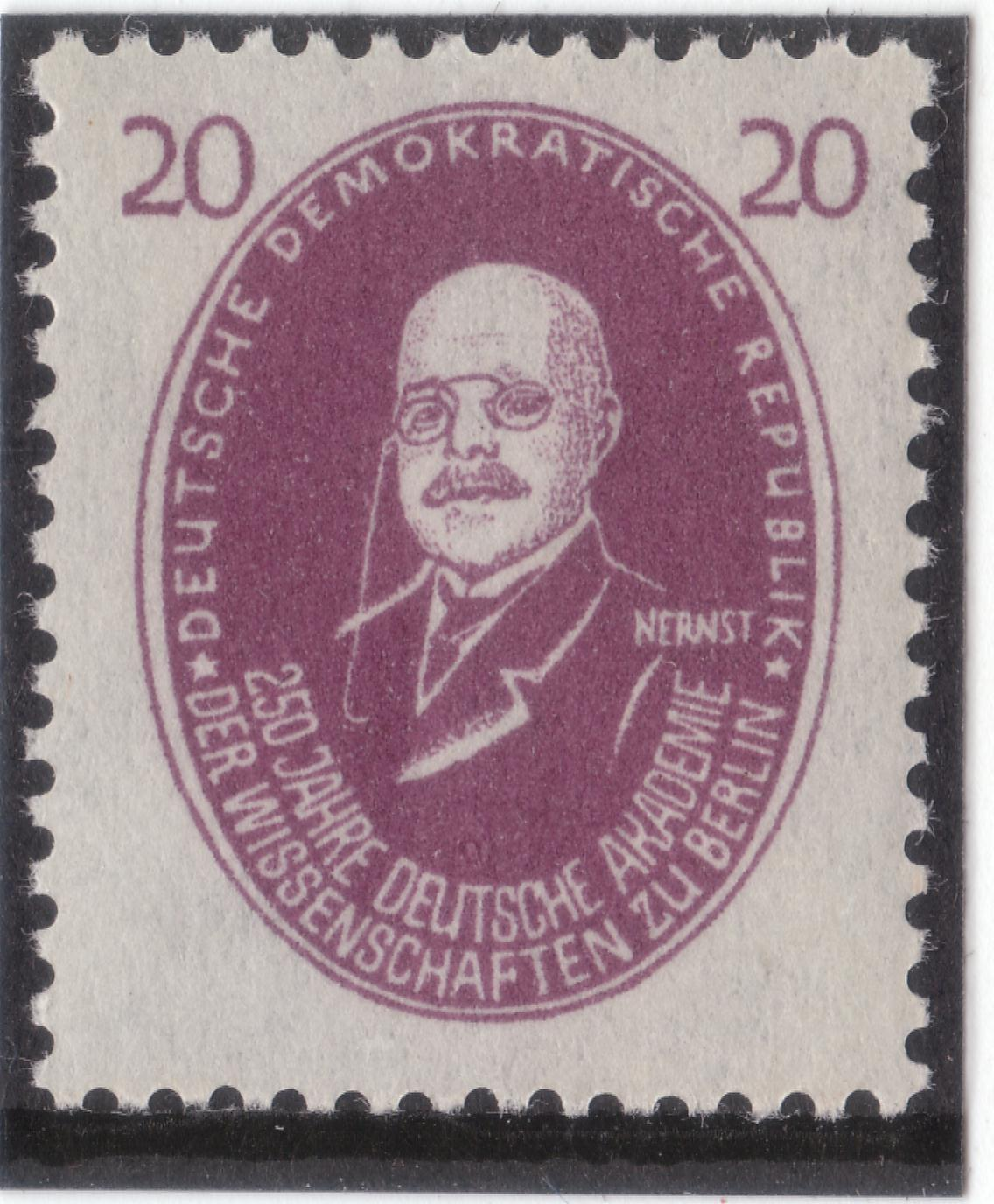
Nernst auf einer DDR-Briefmarke, Jahrgang 1950, Serie „250 Jahre Deutsche Akademie der Wissenschaften zu Berlin“

- 1898 Mitglied der Akademie der Wissenschaften zu Göttingen (ab 1905 auswärtiges Mitglied)
- 1898 Mitglied der Accademia Nazionale di Scienze, Lettere e Arti di Modena[95]
- 1905 Geheimer Regierungsrat
- 1905 Mitglied der Königlich Preußischen Akademie der Wissenschaften
- 1905 Korrespondierendes Mitglied der Accademia delle Scienze di Torino[96]
- 1911 Mitglied der Leopoldina
- 1911 Auswärtiges Mitglied der Königlich Dänischen Akademie der Wissenschaften
- 1912 Ehrenmitglied der Bunsen-Gesellschaft
- 1912 Mitglied der Bayerischen Akademie der Wissenschaften
- 1914 Bunsen-Denkmünze der Bunsen-Gesellschaft
- 1914 Ehrenmitglied der Universidad Nacional in La Plata, Argentinien
- 1914 Ehrenmitglied der Chemischen Gesellschaft in Buenos Aires
- 1917 Orden Pour le Mérite
- 1920 Mitglied der Schwedischen Akademie, Stockholm
- 1921 Nobelpreis für Chemie des Jahres 1920, verliehen 1921 „als Anerkennung für seine thermochemischen Arbeiten“
- 1923 Korrespondierendes Mitglied der Russischen Akademie der Wissenschaften, Sankt Petersburg (1926 Ehrenmitglied)
- 1928 Benjamin Franklin Medal in der Kategorie Chemie
- 1932 Ausländisches Mitglied der Royal Society[97]
- Weitere Mitgliedschaften in Akademien der Wissenschaften: Budapest, Oslo, Venedig, Wien
- Ehrendoktorwürden: in Graz (Dr. phil. h. c.), Erlangen (Dr. med. h. c.), Göttingen (Dr. med. h. c.), Danzig (1914 Dr.-Ing. E. h., Technische Universität Danzig), Oxford (Doctor of Science)

### Gedenktafeln

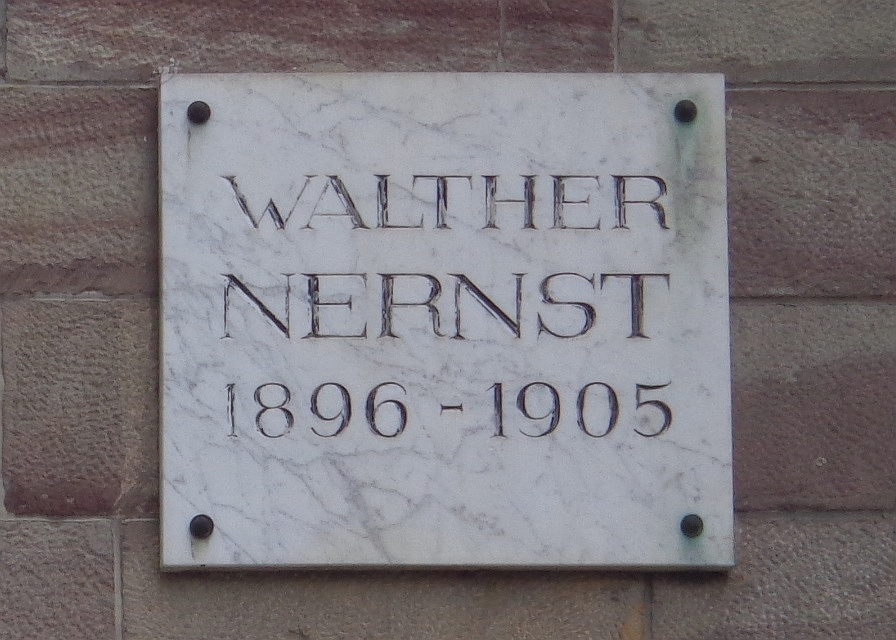
Göttinger Gedenktafel für Walther Nernst

Gedenktafeln für Walther Nernst befinden sich an folgenden Orten:
- seit 1983 am Gebäude Bunsenstraße 1 in Berlin, ehemals Chemisches Institut der Universität (Gedenktafel für Nernst und seinen Nachfolger Max Bodenstein)[98]
- seit 1991 am Geburtshaus in Briesen (heute Wąbrzeźno), Text in Polnisch und Deutsch[99]
- seit 1992 in Zibelle (heute Niwica), wo er seinen Lebensabend verbrachte, Text in Polnisch und Deutsch[100]
- seit 1999 am Gebäude des ARD-Hauptstadtstudios, Wilhelmstraße 67a in Berlin, bis 1945 der Ort des Physikalischen Instituts der Universität (Gedenktafel für James Franck, Gustav Hertz, Walther Nernst und Wilhelm Wien)[101]
- am Haus Bürgerstraße 50 in Göttingen, wo Nernst von 1896 bis 1905 wohnte[102]

### Nernst als Namensgeber
Wissenschaftliche und technische Errungenschaften Nernsts
Jahreszahlen beziehen sich hier auf die Entdeckung oder Erfindung, nicht auf die Namensgebung.
- Ettingshausen-Nernst-Effekt und Nernst-Effekt (1887)
- Nernst-Gleichung (1888/89)
- Nernst-Planck-Gleichung
- Nernst-Faktor oder Nernst-Steigung
- Nernstsches Verteilungsgesetz (1890/91)
- Nernstlampe (1897)
- Nernstsches Reizschwellengesetz (1899)
- Nernstsche Diffusionsschicht bei der Elektrolyse
- Nernstscher Wärmesatz (1905), siehe Dritter Hauptsatz der Thermodynamik
- Bechstein-Siemens-Nernst-Flügel (1930)

Weitere Benennungen
- 1923 (schon zu Lebzeiten): Benennung der Pflanzengattung Nernstia Urb. aus der Familie der Rötegewächse (Rubiaceae) durch Ignaz Urban[103]
- Seit 1953:[104] Nernst-Haber-Bodenstein-Preis, ein Preis der Deutschen Bunsen-Gesellschaft für Physikalische Chemie für hervorragende junge Wissenschaftler
- 1970: Mondkrater Nernst[105]
- 2001: Asteroid (24748) Nernst[106]

## Werke
- Theoretische Chemie vom Standpunkte der Avogadroschen Regel und der Thermodynamik. Stuttgart 1893. (Digitalisat). Viele Auflagen, letzte Auflage 1926.[3]
- mit Arthur Schoenflies: Einführung in die mathematische Behandlung der Naturwissenschaften. Verlag von Dr. Wolff, München/Leipzig 1895. (Digitalisat). Viele Auflagen.
- Die theoretischen und experimentellen Grundlagen des neuen Wärmesatzes. Halle/Saale, Knapp 1918 (Digitalisat).
- Das Weltgebäude im Lichte der neueren Forschung. Verlag Springer, 1921.

## Trivia
Automobile

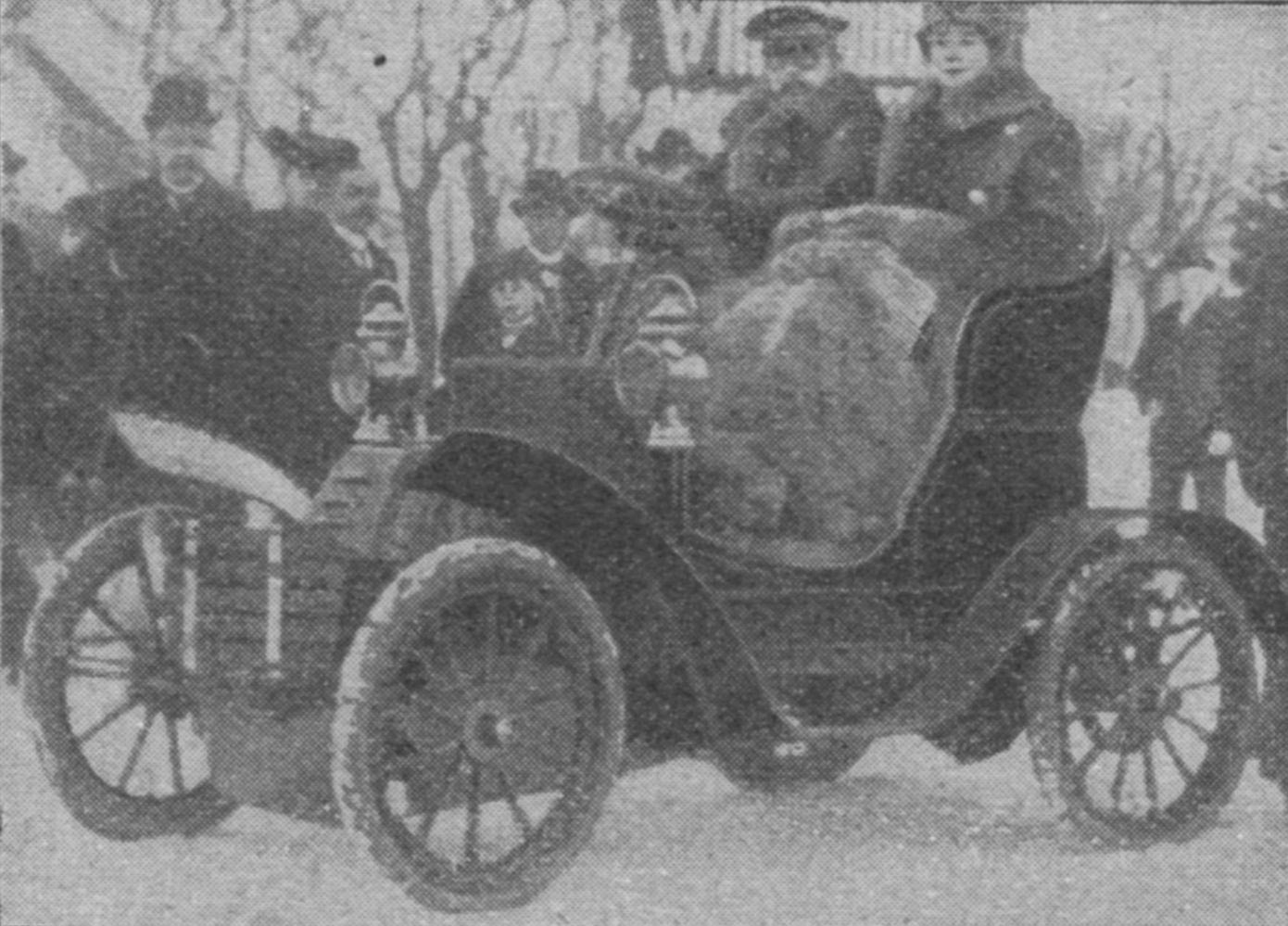
Nernst und seine Ehefrau als Automobilfahrer am 24. Januar 1904

Nernst war Autoliebhaber. In Göttingen kaufte er 1898 das erste privat betriebene Automobil der Stadt. Im Lauf seines Lebens besaß er 18 Automobile – zeitweise vier nebeneinander.
Am 7. September 1903 schrieb Nernst einen Brief an die Deutsche Automobil-Industrie Hering und Richard, den Hersteller eines Rex-Simplex in seinem Besitz. Darin pries er die Vorzüge des Wagens: das „geräuschlose“ Fahren, die „vorzügliche Kraftausnutzung“, die „ganz überraschende Geschwindigkeiten“ ermögliche, den geringen Wasser- und Benzinverbrauch und schließlich die „geschmackvolle“ Karosserie. Er merkte an, dass er den Wagen sorgfältig untersucht habe und „einige Erfahrung im Automobilismus“ besitze. Am 24. Januar 1904 machte Nernst eine Wintertour mit seiner Frau von Göttingen nach Sankt Andreasberg im Oberharz, eine Strecke von 66 Kilometern auf schneebedeckten Straßen, anderntags zurück. Auch über dieses Erlebnis schrieb er einen Bericht. Er lobte die „phaenomenale Leistung“ seines 6-PS-Wagens und das „brillante Tempo“ auf der Rückfahrt. Als Nernst 1905 samt Familie in seinem offenen Opel nach Berlin umzog, war das ein Spektakel für die Öffentlichkeit.
Märchen
Im Jahr 1912 verfasste Nernst zusammen mit Lotte Warburg ein von der Relativitätstheorie inspiriertes Märchen mit dem Titel Zwischen Raum und Zeit, in dem sich ein Physiker in eine Königin verliebt. Das Liebespaar wird vom betrogenen König in einer Kugel in den Weltraum geschossen. Die Kugel ist mit Lichtgeschwindigkeit unterwegs und bleibt „nach den Berechnungen des Forschers“ bis auf den heutigen Tag „mit unveränderter Zärtlichkeit erfüllt“. Das Märchen wurde erst 1957 in der Zeitschrift Physikalische Blätter publiziert.